# Balgarski Darschawni Schelesnizi

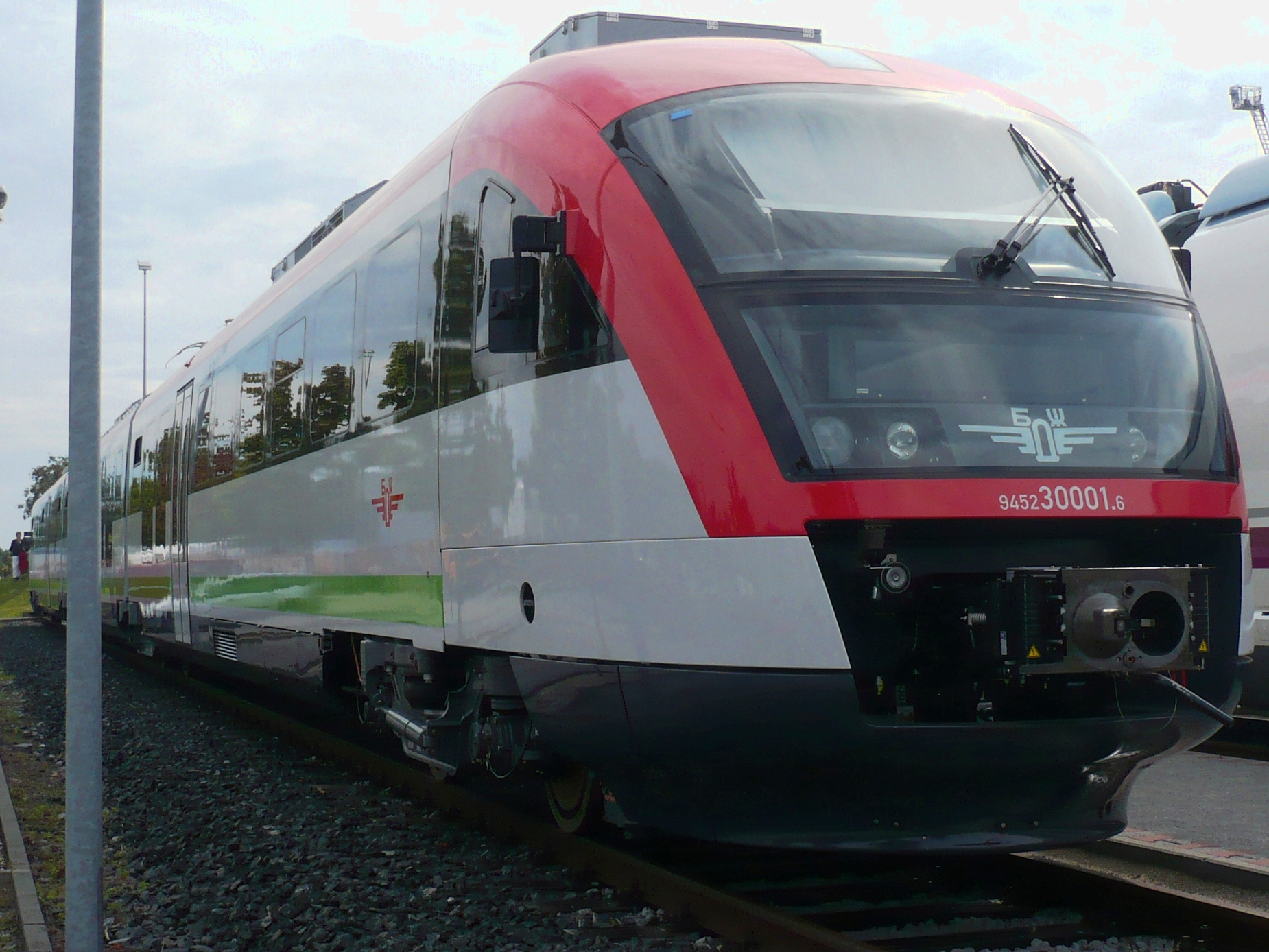
Elektrischer Triebwagen 30 001

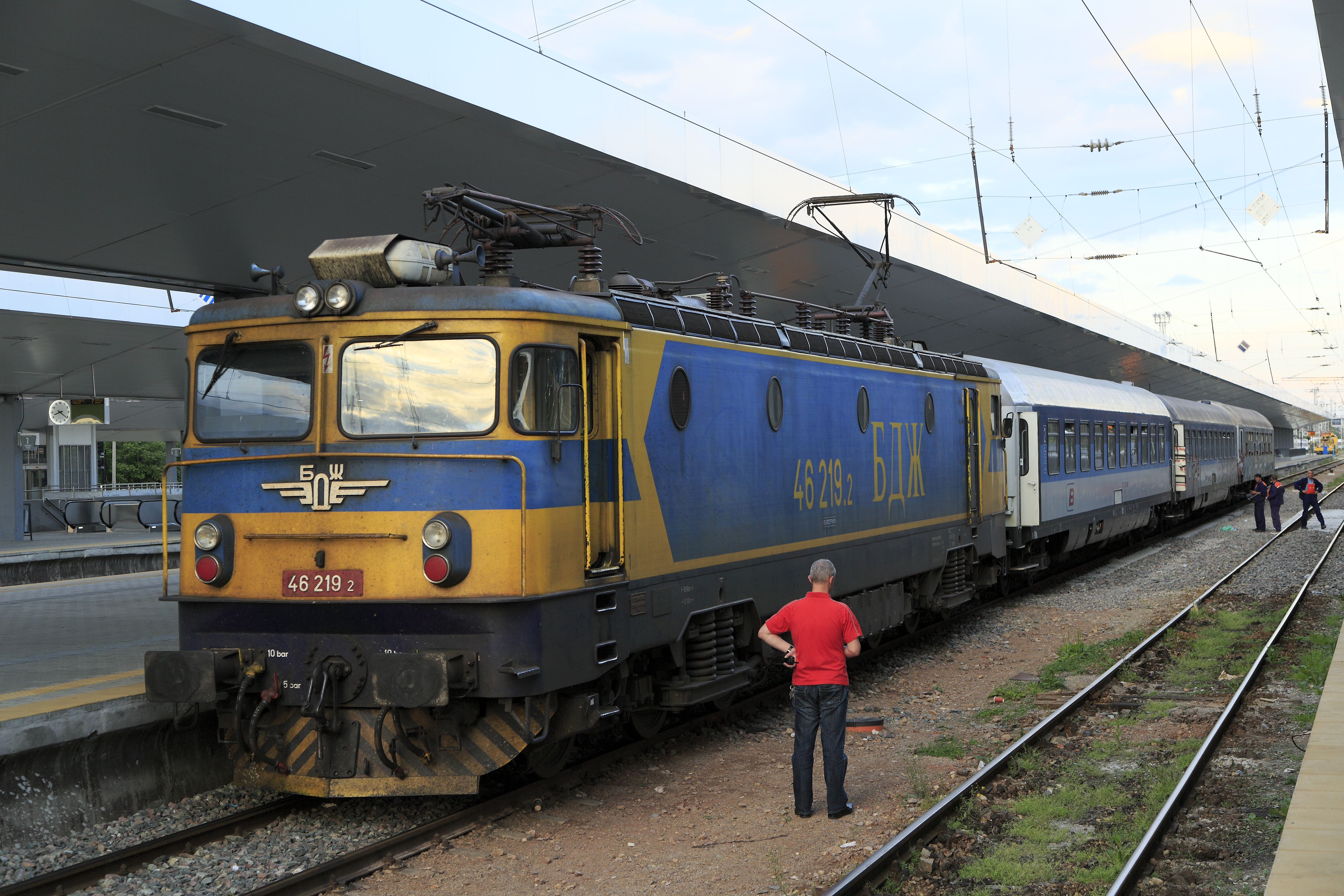
Bf Sofia Hbf, 46 219

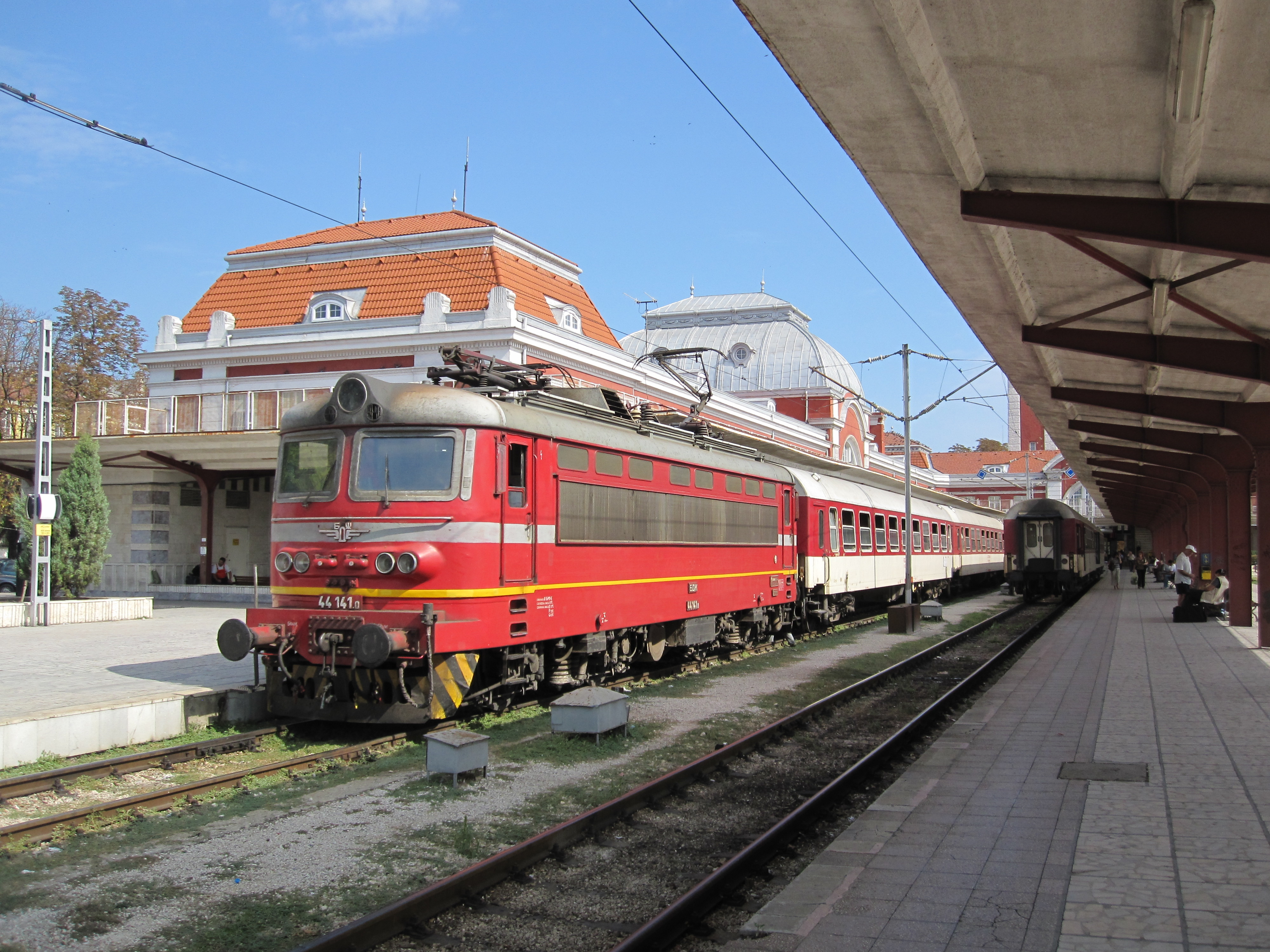
Bf Varna, 44 141

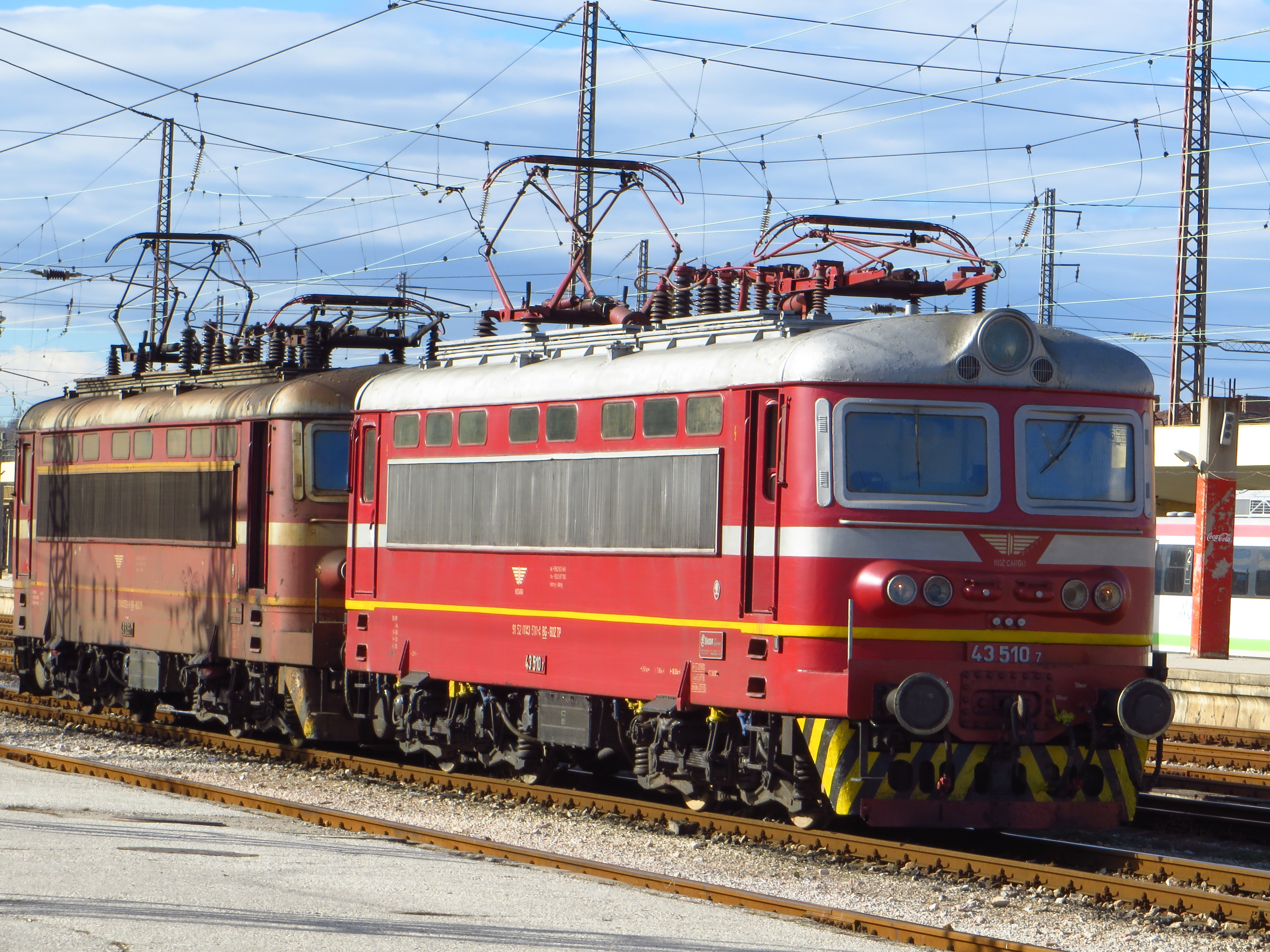
Bf Plovdiv Hbf, 43 510

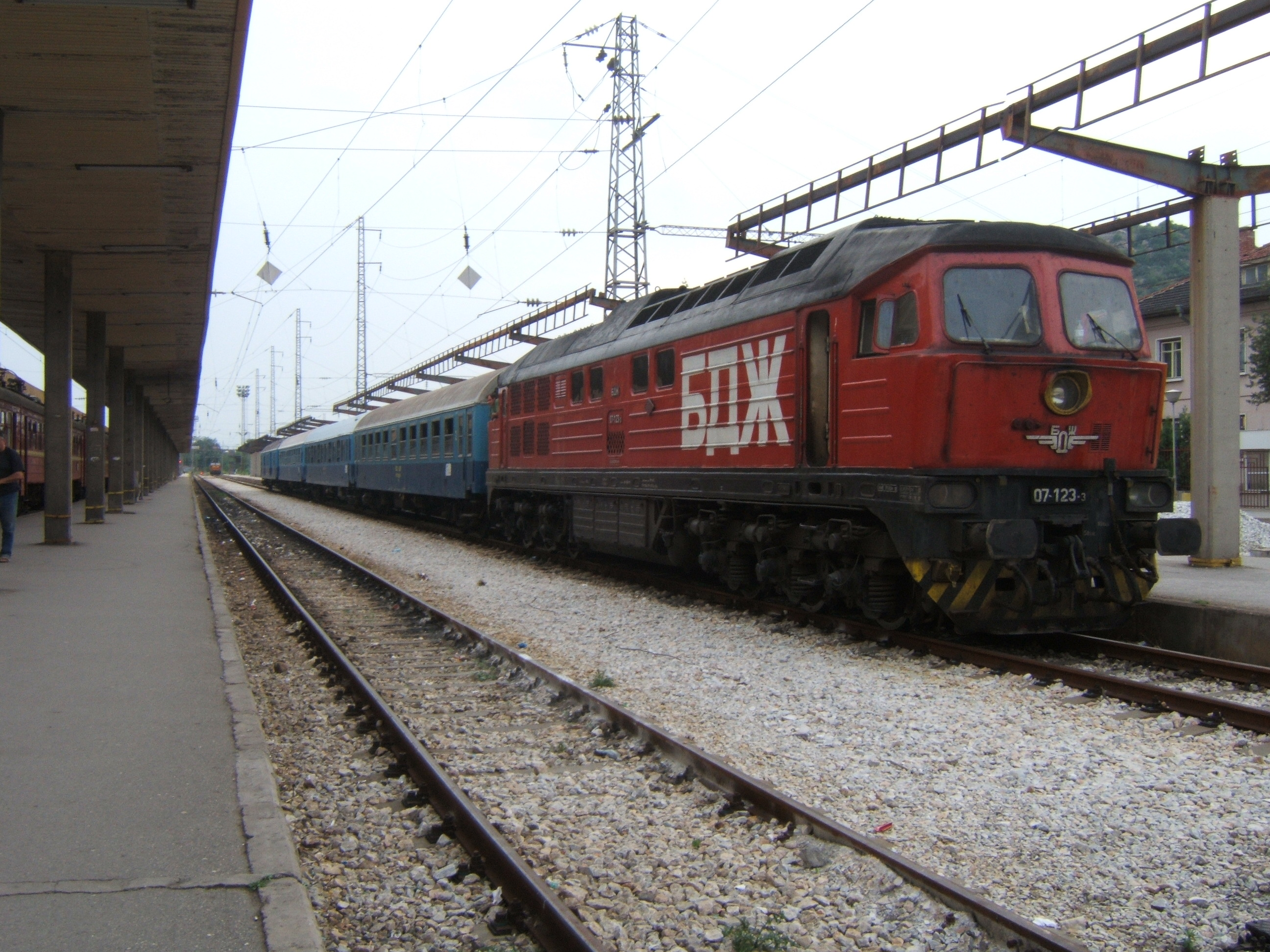
Reisezug mit einer Lokomotive der Reihe 07 im Bahnhof Plowdiw

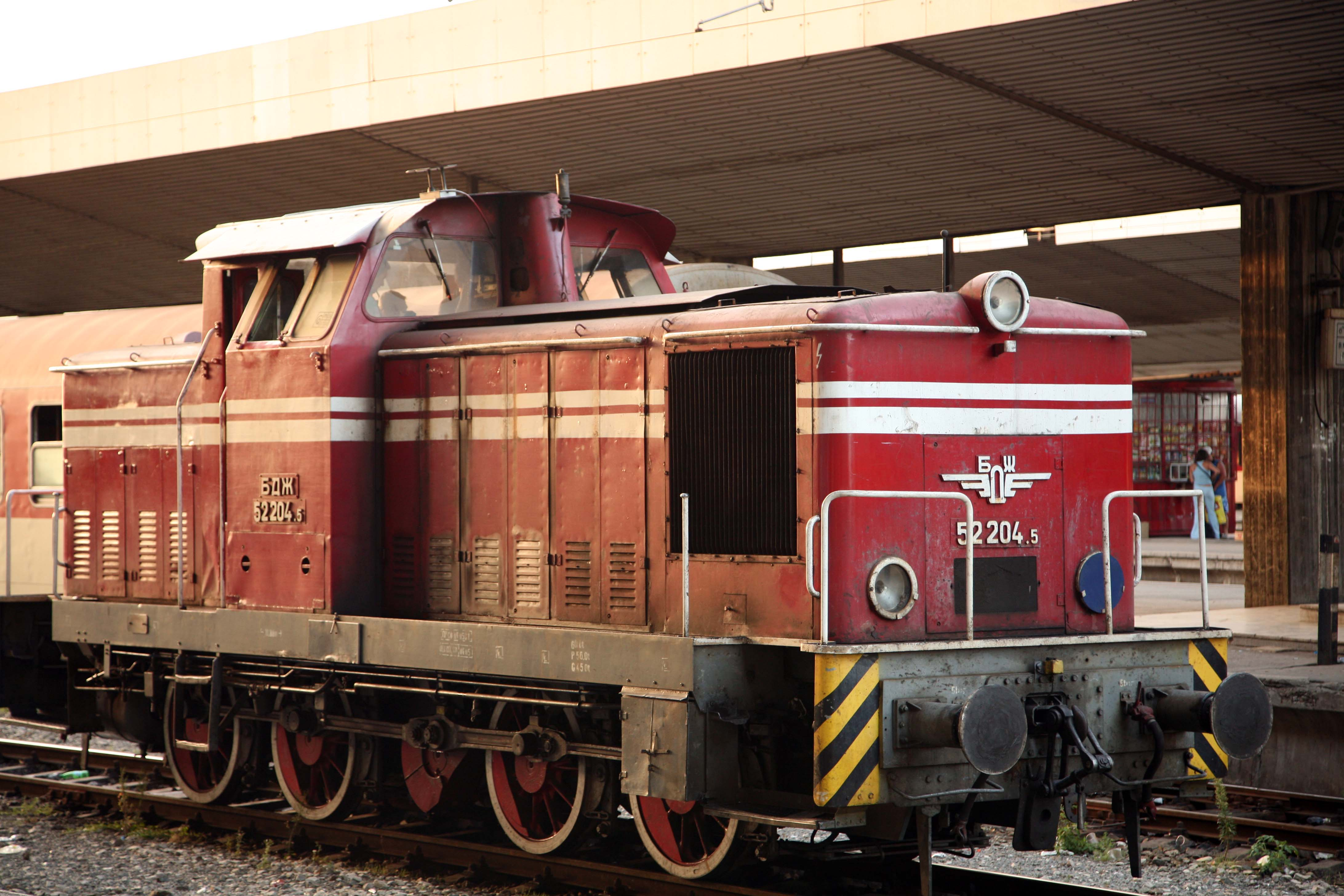
Diesellokomotive der Reihe 52 (LKM V 60 D)

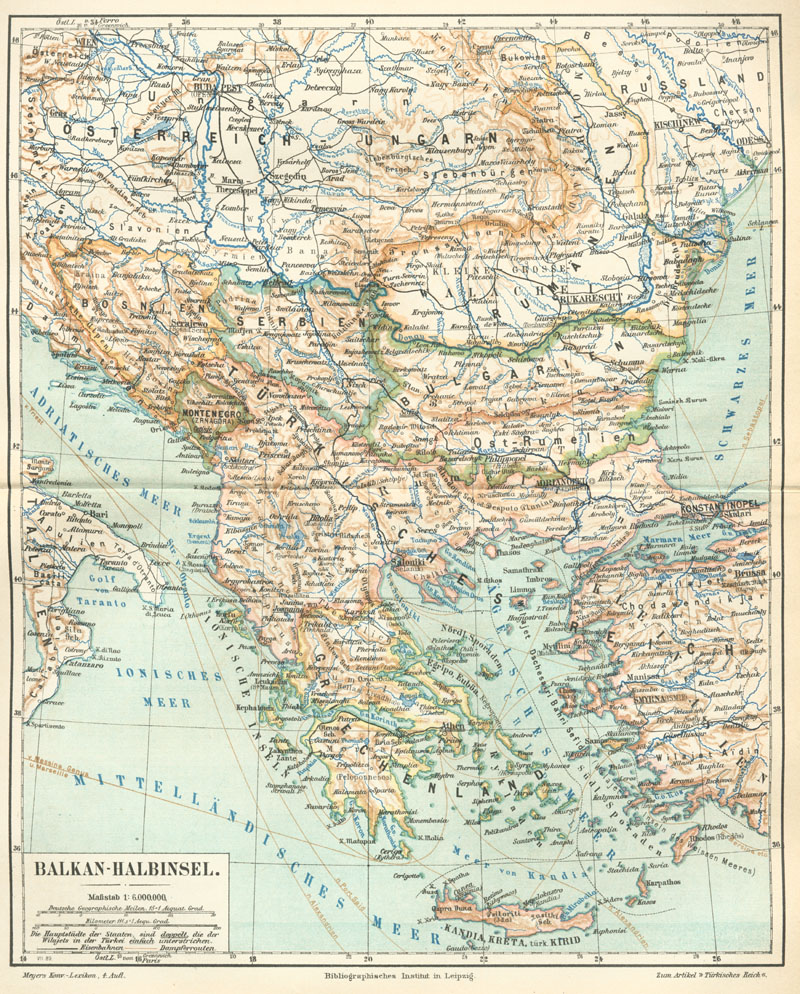
Balkanhalbinsel 1888 – Bereits damals waren die Bahnverbindungen von Wien über Belgrad nach Istanbul und nach Thessaloniki durchgehend befahrbar

Die Bulgarische Staatseisenbahn (bulgarisch Български държавни железници Bălgarski Dăržavni Železnici, БДЖ / BDŽ) ist ein staatliches Unternehmen in Bulgarien und das größte Eisenbahnunternehmen Bulgariens. Die Bulgarische Staatseisenbahn hat eine für Bulgarien spezifische Gesellschaftsform, die mit EAD (bulg. Еднолично Акционерно Дружество; Transliteration: Ednolično Akcionerno Družestvo; kyrillische Abkürzung: ЕАД) abgekürzt wird. Das steht für eine Aktiengesellschaft, die nur einen Anteilseigner hat.
Die Bulgarische Staatsbahn wurde 1888 gegründet und hatte das Staatsmonopol auf den Eisenbahntransport in Bulgarien.
Zum 1. Januar 2002 erfolgte die Umwandlung in eine Betreiber- und eine Infrastrukturgesellschaft. Der Artikel hier befasst sich im Wesentlichen mit der Betreibergesellschaft.
Im Rahmen des bulgarischen EU-Beitritts fiel auch das Monopol der bulgarischen Staatsbahn. Seit 2004 gibt es neben der bulgarischen Staatsbahn noch die private bulgarisch-rumänische Bahngesellschaft Balgarska Schelesopatna Kompanija.

## Funktionsteilung
Bis 2002 gehörte der Bulgarische Staatseisenbahn auch der überwiegende Teil des Schienennetzes und der Eisenbahninfrastruktur. 2002 wurde die bulgarische Staatseisenbahn in eine Bahnbetriebsgesellschaft auf Aktien (BDŽ EAD) für den Bahnbetrieb und eine Infrastrukturgesellschaft (NKŽI) für das Schienennetz und die Infrastruktur (Национална компания „Железопътна инфраструктура“; Abkürzung: НКЖИ; Transkription: Natsionalna kompanija „Železopătna Infrastruktura“; NKŽI; sinngemäße Übersetzung: Nationale Gesellschaft für Eisenbahninfrastruktur) aufgeteilt. Die Bahnbetriebsgesellschaft (BDŽ Holding) ist wiederum aufgeteilt: Es existieren zwei Gesellschaften für den Transport, eine für Güterverkehr und eine für Personenverkehr. Da sich dies jedoch als uneffizient erwies, wurde beschlossen, diese beiden Gesellschaften und die BDZ-Holding wieder zu fusionieren. Dies soll voraussichtlich 2024 geschehen. Grund für den Zusammenschluss ist auch die Tatsache, dass die drei kapitallosen Gesellschaften seit 2002 Verluste von 421 Millionen Lewa angehäuft haben. Außer diesem Zusammenschluss soll auch die Zusammenarbeit mit der Infrastrukturgesellschaft im Bereich Güterverkehr verbessert werden. Die Bahnbetriebsgesellschaft hat 17.867 Beschäftigte und ist damit der größte Arbeitgeber Bulgariens. Sowohl die Bahnbetriebsgesellschaft als auch die Infrastrukturgesellschaft haben ihren Firmensitz in der Hauptstadt Sofia.

## Geschichte
Die Geschichte der Bulgarischen Staatseisenbahnen ist eng mit der allgemeinen bulgarischen Geschichte verknüpft. Die beiden ersten Bahnlinien wurden vor der bulgarischen Unabhängigkeit, also noch unter osmanischer Hoheit, gebaut.

### Pläne
Die osmanische Regierung hatte den Bau der Bahnstrecke im Rahmen ihrer wirtschaftlichen und politischen Reformbemühungen (Tanzimat) ausgeschrieben. Das Osmanische Reich hatte im Krimkrieg (1853 bis 1856) gesehen, dass es hinter der technischen Entwicklung der übrigen Großmächte zurückgeblieben war, es gab nur wenige Straßen, Eisenbahnstrecken und Telegrafenverbindungen. In der Folgezeit versuchte das Osmanische Reich, dies durch den Ausbau seines Eisenbahnnetzes aufzuholen. Die osmanische Regierung (Hohe Pforte) plante den Bau von drei Bahnstrecken: Istanbul–Belowo, Edirne–Prowadia und Russe–Warna. Die Eisenbahnstrecke Russe–Warna sollte den wichtigen Donauhafen Russe mit dem Schwarzmeerhafen Warna verbinden.
Für die Regierung in Istanbul hatte eigentlich die Strecke von Istanbul durch das Tal der Maritza nach Belowo die höchste Priorität. Die von Russe nach Warna hatte für sie die niedrigste, zumal die 1860 eröffnete Bahnstrecke von Constanța nach Cernavoda, die zweite des Osmanischen Reichs, dieselbe strategische und kommerzielle Funktion erfüllte, wenn auch nicht ganz so gut.
Für den Bahnbau waren die Osmanen aber auf ausländische Finanzierung angewiesen. Die britische Regierung sah in der Bahnstrecke nach Belowo, die Teil einer Verbindung nach Wien werden konnte (und später auch wurde) einen Machtzuwachs Österreichs. Die Bahnstrecke Warna–Russe dagegen verkürzte den Weg vom Schwarzen Meer in die donauaufwärts gelegenen Gebiete unter Umgehung des Donaudeltas, das in Reichweite des Russischen Reiches lag. So verminderte sie den Einfluss Russlands auf den Donauraum und nützte dem für Großbritannien besonders wichtigen Seehandel. Daher wurde die Strecke Russe–Warna als erste gebaut.

### Erste Strecken

#### Strecke Russe – Warna (1864–1866)

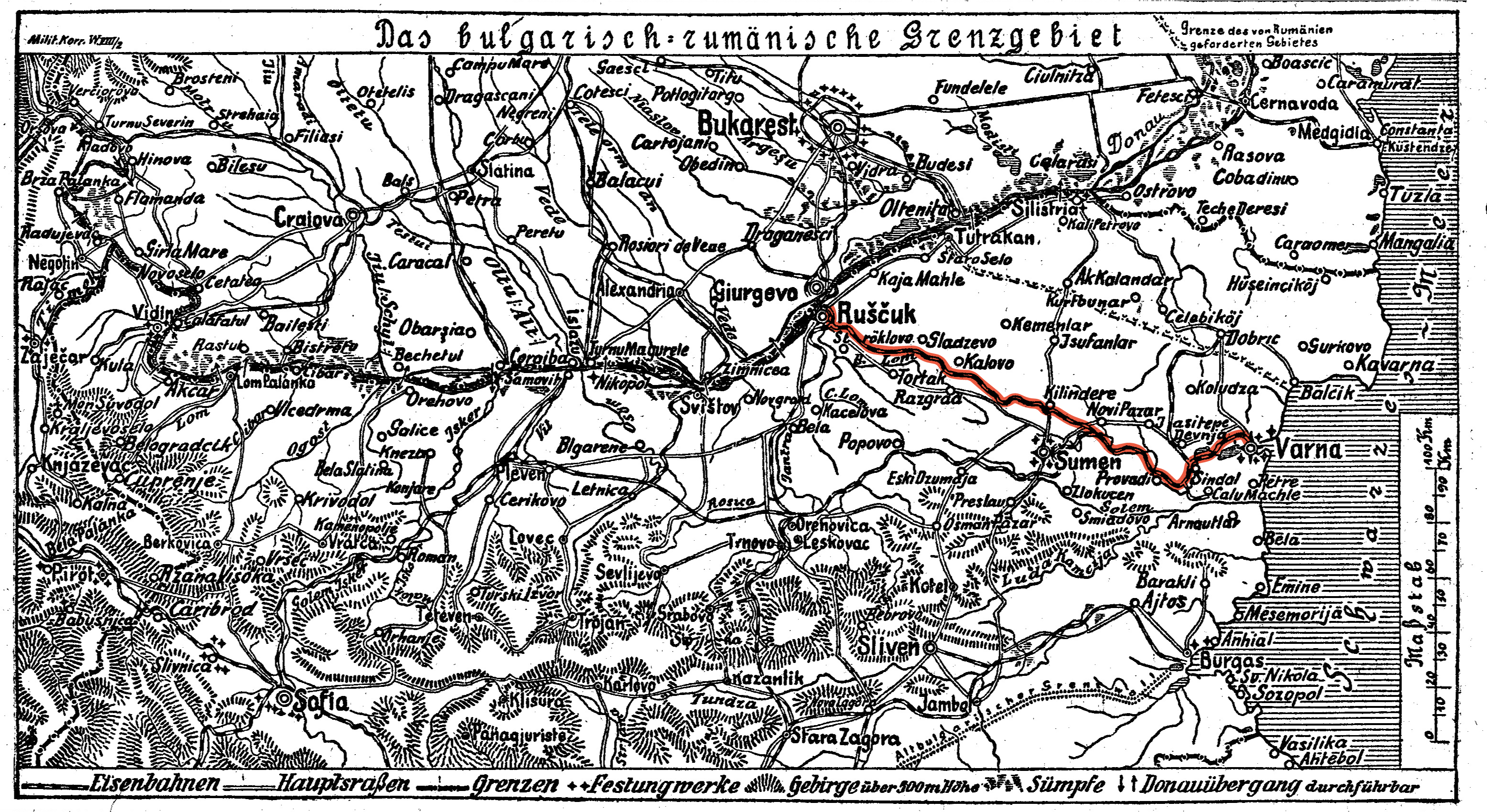
Bahnstrecke Russe (Ruščuk) – Warna (Varna) 1912/13

Am 7. November 1866 wurde die erste Eisenbahnstrecke zwischen Russe und Warna (Varna) eröffnet. Die Strecke hatte eine Länge von 224 km, acht Bahnhöfe und Holzbrücken. Für die Kommunikation zwischen den Bahnhöfen wurden Cardan- und später Morse-Telegrafen verwendet. Diese Strecke wurde 1864 bis 1866 von einer britischen Gesellschaft der Brüder Barclay gebaut, deren Hauptaktionäre William Gladstone und die Brüder Barclay waren. Die Ausschreibungen und Verhandlungen für den Bau der Strecke hatten sich über zwei Jahre hingezogen. Es waren britische und französische Finanzhäuser involviert, aber auch russische und österreichische Investoren gaben ihre Gebote ab. Nach dem Beschluss, die Bahnlinie zu bauen und den Auftrag an den Ingenieur Liar zu vergeben, der auch den Streckenverlauf beeinflusst hatte, trat dieser zurück. So gingen der Auftrag und ein Pachtvertrag für 99 Jahre letztendlich an die Firma der Brüder Barclay.
Der erste Spatenstich erfolgte am 21. Maijul. / 2. Juni 1864greg.. Die Arbeiten begannen gleichzeitig in Warna und Russe. Bis Ende August 1865 waren 160 km Bahnstrecke gebaut worden. Zum Bau wurde vorwiegend die lokale bulgarische Bevölkerung herangezogen, auch der Bahnbetrieb erfolgte mit Bulgaren. Für den Bau, den Transport von Materialien und Arbeitern, wurden vier kleinere belgische Lokomotiven eingesetzt, je zwei von Warna aus und zwei von Russe aus. Die Eröffnung der Strecke wurde mehrmals abgesagt. Am 7. November 1866 befuhr Midhat Pascha, der türkische Gouverneur von Russe – Vali des Donau-Vilayets (Vilâyet Tuna) – die gesamte Strecke und eröffnete sie damit offiziell. Das ist gleichzeitig das Eröffnungsdatum der ersten bulgarischen Eisenbahnstrecke.
Die in die Strecke gesetzten wirtschaftlichen Erwartungen erfüllten sich zunächst nicht. Es gab nicht genügend internationale Transportaufträge. Wegen des schlechten technischen Zustands und der Mängel bei der Bauausführung kam es oft zu Verspätungen und Entgleisungen. Da sich diese Strecke als unrentabel erwies, verkauften die Briten sie 1869 an das Osmanische Reich. Von 1883 bis 1885 befuhr der Orientexpress die Strecke Russe–Warna, weil der Russe gegenüber gelegene rumänische Donauhafen Giurgiu schon an das mittel- und westeuropäische Eisenbahnnetz angeschlossen war, während in Serbien noch keine Bahnstrecke in Betrieb war. Die Giurgiu-Russe-Freundschaftsbrücke über die Donau wurde allerdings erst 1954 eröffnet, womit die Bahnstrecke einen festen Anschluss nach Rumänien bekam. Bukarest liegt nur 65 Kilometer weiter nördlich.
Heute gehört die Strecke zu den am meisten befahrenen Bahnstrecken Bulgariens, die die beiden Haupteintrittspunkte für den Warentransport nach und aus Bulgarien verbindet – einerseits Russe nach Europa und andererseits Warna als größten bulgarischen Schwarzmeerhafen.

#### Bahnstrecke Istanbul – Belowo (1870–1873)
1870 begann die von Baron Hirsch geleitete Compagnie des Chemins de fer Orientaux (CO) den Bau der Strecke Istanbul – Belowo, die 1873 eröffnet wurde und eine Zweigstrecke nach Jambol hatte. Eine Schienenverbindung von Europa nach Istanbul zu schaffen war eines von Baron Hirschs großen Projekten. So wurde die Strecke auch ein Teilabschnitt des Orientexpresses von Paris nach Istanbul. Sie erhielt 1903 eine Fortsetzung in Anatolien, die Bagdadbahn.

### Staatliche Unabhängigkeit, Handel um Bahn
1874 verkaufte das Osmanische Reich seine Anteile an der Strecke Russe–Warna an Baron Hirsch, dem damit das gesamte damalige Eisenbahnnetz im heutigen Bulgarien unterstand.
- Nach dem Russisch-Osmanischen Krieg und dem Frieden von San Stefano, der mit seinen für Bulgarien und russische Interessen günstigen Regelungen nicht wirksam wurde und dem drei Monate später durchgeführten erfolgreichen Berliner Kongress (Juni–Juli 1878) wurde der Norden Bulgariens als autonomes Fürstentum Bulgarien faktisch unabhängig und der Süden als Ostrumelien eine halbautonome türkische Provinz.
- Das Bulgarische Bahnnetz bestand immer noch aus zwei nicht miteinander verbundenen Teilen, einem im Fürstentum und einem in Ostrumelien (der schon zu Beginn der bulgarischen Eisenbahnära vorgestellte Plan, eine Strecke von Schumen nach Istanbul zu bauen, war immer noch nicht in Angriff genommen worden). Beide zusammen waren 532 km lang.
- 1878 begannen Verhandlungen zwischen der bulgarischen Regierung und Baron Hirsch über den Kauf der Bahnstrecke Russe–Warna durch den neuen Staat. Die Verhandlungen zogen sich über zehn Jahre hin, da die geforderte Kaufsumme dem bulgarischen Staat zu hoch war.

### Schritte zur Staatsbahn
- Am 31. Januar 1885 verabschiedete das bulgarische Parlament das Eisenbahngesetz (bulg. »Закон за железните пътища«), das vorsah, dass die Bahnstrecken in Bulgarien Eigentum des Staates sind und von ihm betrieben werden.
- 1885 erfolgte die Vereinigung des Fürstentums Bulgarien mit der autonomen osmanischen Provinz Ostrumelien, was gegen den Willen der Berliner Garantiemächte war, aber 1886 durch den Tophane-Vertrag international anerkannt wurde. Wegen der Spannungen um Ostrumelien erklärte sich Bulgarien 1888 dann doch mit der Kaufsumme einverstanden, um Großbritannien als Unterstützer seiner Position zu gewinnen. Großbritannien wollte wiederum die Wirtschaftsinteressen seiner Unternehmen schützen und gewährte Bulgarien einen Kredit für den Kauf der Bahnstrecke. Am 10. August 1888, elf Jahre nach der Unabhängigkeit, übernahm der bulgarische Staat die dem Betreiber abgekaufte Strecke Russe–Warna.
- 1888 ging auf der Grundlage des Eisenbahngesetzes von 1885 und auf Betreiben der Regierung von Stefan Stambolow die neue Bahnstrecke Wakarel–Belowo der Witalis-Gesellschaft in staatlichen Besitz über und wurde vom Staat betrieben. Ab dem 1. August 1888 war diese Bahnstrecke auf der vollen Länge Zaribrod–Sofia–Wakarel für den internationalen Verkehr freigegeben. Damit war die durchgehende Eisenbahnverbindung von Westeuropa nach Istanbul fertiggestellt. Seither benutzte auch der Orientexpress diese Strecke.
- 1888 wurde mit den Bahnstrecken Zaribrod–Sofia–Belowo und Russe–Warna die Bulgarische Staatseisenbahn gegründet.

### 1888 bis 2008
- Von 1888 bis 1899 verdreifachte sich die Streckenlänge von 384 auf 1044 Kilometer.
- Vom 20. Dezember 1906 bis zum 31. Januar 1907 kam es zum ersten allgemeinen Eisenbahnstreik, der den Achtstundentag und verschiedene Sicherheitsvorschriften durchsetzte.
- 1912 wurde das eigenständige Ministerium für Eisenbahnen, Post und Telegraphie eingerichtet.
- 1922 wurde die Staatliche Eisenbahnschule gegründet.
- 1950 wurde der Tag des Eisenbahners eingeführt, der auf den ersten Sonntag im August fällt.
- 1963 wurde die Linie Sofia–Plowdiw elektrifiziert (Fertigstellung 27. April 1963). Dazu wurden 1962/63 elektrische Lokomotiven der Reihen 41 bis 45 von Škoda Plzeň beschafft. Auch wurden 1963 Diesellokomotiven in Dienst gestellt.
- 1964 wurde die erste zweigleisige Bahnstrecke zwischen Sindel und Warna eröffnet.
- 1978 wurde die Eisenbahnfährlinie von Warna nach Illitschiwsk (heute Tschornomorsk) in der Ukraine, 16 km von Odessa, eingerichtet.
- Mit dem Beitritt zur EU mussten die bulgarischen den europäischen Eisenbahnnormen angepasst werden. Zum 1. Januar 2002 wurde die Bahn in eine Betreiber- und eine Infrastrukturgesellschaft umgewandelt. Das Schienennetz hatte zu diesem Zeitpunkt eine Länge von 4294 Kilometern bei einem Elektrifizierungsgrad von ca. 63 %.
- 2008 kam es zu zwei Unfällen, die durch Brände ausgelöst wurden. Der erste Brand ereignete sich in der Nacht am 28. Februar in kurz vorher aufgearbeiteten Wagen des Zuges Sofia–Kardam in der Nähe des Bahnhofs Tscherwen Brjag. Dabei kamen acht Menschen ums Leben.[3] Die Ursache ist bis heute nicht geklärt, stattdessen wird von offizieller Seite vermutet, dass das Feuer durch ein Gepäckstück eines Reisenden ausgelöst worden wäre. Am 21. Juli 2008 brach auch ein Feuer in einem Zug Plowdiw–Sofia aus. Auch im zweiten Fall konnte die Ursache für den Brand bis jetzt nicht geklärt werden.

## Reisendenzahlen und Gütertransport
| Jahr                     | 1990   | 1995  | 2000  | 2001  | 2002  | 2003  | 2004  | 2005  | 2006  | 2007  | 2021  | 2022  |
| ------------------------ | ------ | ----- | ----- | ----- | ----- | ----- | ----- | ----- | ----- | ----- | ----- | ----- |
| Reisende [Mio.]          | 102,40 | 58,74 | 50,03 | 41,82 | 33,72 | 35,21 | 38,28 | 33,75 | 34,11 | 33,28 | 17,15 | 23,04 |
| Personenkilometer [Mrd.] | 7,79   | 4,69  | 3,47  | 2,99  | 2,60  | 2,52  | 2,68  | 2,39  | 2,42  | 2,42  | 1,60  | 1,21  |

Die Bulgarische Staatseisenbahn erhält staatliche Subventionen (2007: 145 Millionen Lewa; 2008: 141 Millionen Lewa – einschließlich Umsatzsteuer). Im Zeitraum 1990 bis 2005 nahm das Transportvolumen der Bahn deutlich ab. So wurden 67 % weniger Reisende, 70 % weniger Personenkilometer, 68 % weniger Waren und 63 % weniger Tonnenkilometer befördert. 2007 wurden 33,2 Millionen Reisende befördert.
| Jahr                   | 1990  | 1995  | 2000  | 2001  | 2002  | 2003  | 2004  | 2005  | 2006  | 2007  | 2021 | 2022 |
| ---------------------- | ----- | ----- | ----- | ----- | ----- | ----- | ----- | ----- | ----- | ----- | ---- | ---- |
| Tonnen [Mio.]          | 63,25 | 32,92 | 21,08 | 19,29 | 18,50 | 20,07 | 20,39 | 20,30 | 21,18 | 20,18 | 7,14 | 7,02 |
| Tonnenkilometer [Mrd.] | 14,13 | 8,60  | 5,54  | 4,90  | 4,63  | 5,27  | 5,21  | 5,16  | 5,23  | 4,71  | 2,14 | 2,12 |

| Vergleich BDŽ mit bulg. Privatbahnen | Vergleich BDŽ mit bulg. Privatbahnen | Vergleich BDŽ mit bulg. Privatbahnen | Vergleich BDŽ mit bulg. Privatbahnen | Vergleich BDŽ mit bulg. Privatbahnen | Vergleich BDŽ mit bulg. Privatbahnen | Vergleich BDŽ mit bulg. Privatbahnen | Vergleich BDŽ mit bulg. Privatbahnen | Vergleich BDŽ mit bulg. Privatbahnen | Vergleich BDŽ mit bulg. Privatbahnen |
|                                      | 2005                                 | 2005                                 | 2005                                 | 2006                                 | 2006                                 | 2006                                 | 2012                                 | 2012                                 | 2012                                 |
|                                      | Tausend t                            | Mrd. t km                            | %                                    | Tausend t                            | Mrd. t km                            | %                                    | Tausend t                            | Mrd. t km                            | %                                    |
| ------------------------------------ | ------------------------------------ | ------------------------------------ | ------------------------------------ | ------------------------------------ | ------------------------------------ | ------------------------------------ | ------------------------------------ | ------------------------------------ | ------------------------------------ |
| BDŽ                                  | 20 298                               | 5 163                                | 99,91                                | 21 183                               | 5 224                                | 96,82                                |                                      |                                      | 72                                   |
| BŽK                                  | 7,3                                  | 2,9                                  | 0,06                                 | 445                                  | 170                                  | 3,15                                 |                                      |                                      | ca. 20                               |
| DB Schenker Rail                     |                                      |                                      |                                      |                                      |                                      |                                      |                                      |                                      | ca. 10                               |
| Summe                                | 20 596,6                             | 5167,6                               | 100                                  | 21 880,9                             | 5 395,5                              | 100                                  |                                      |                                      |                                      |

## Geschäftszahlen

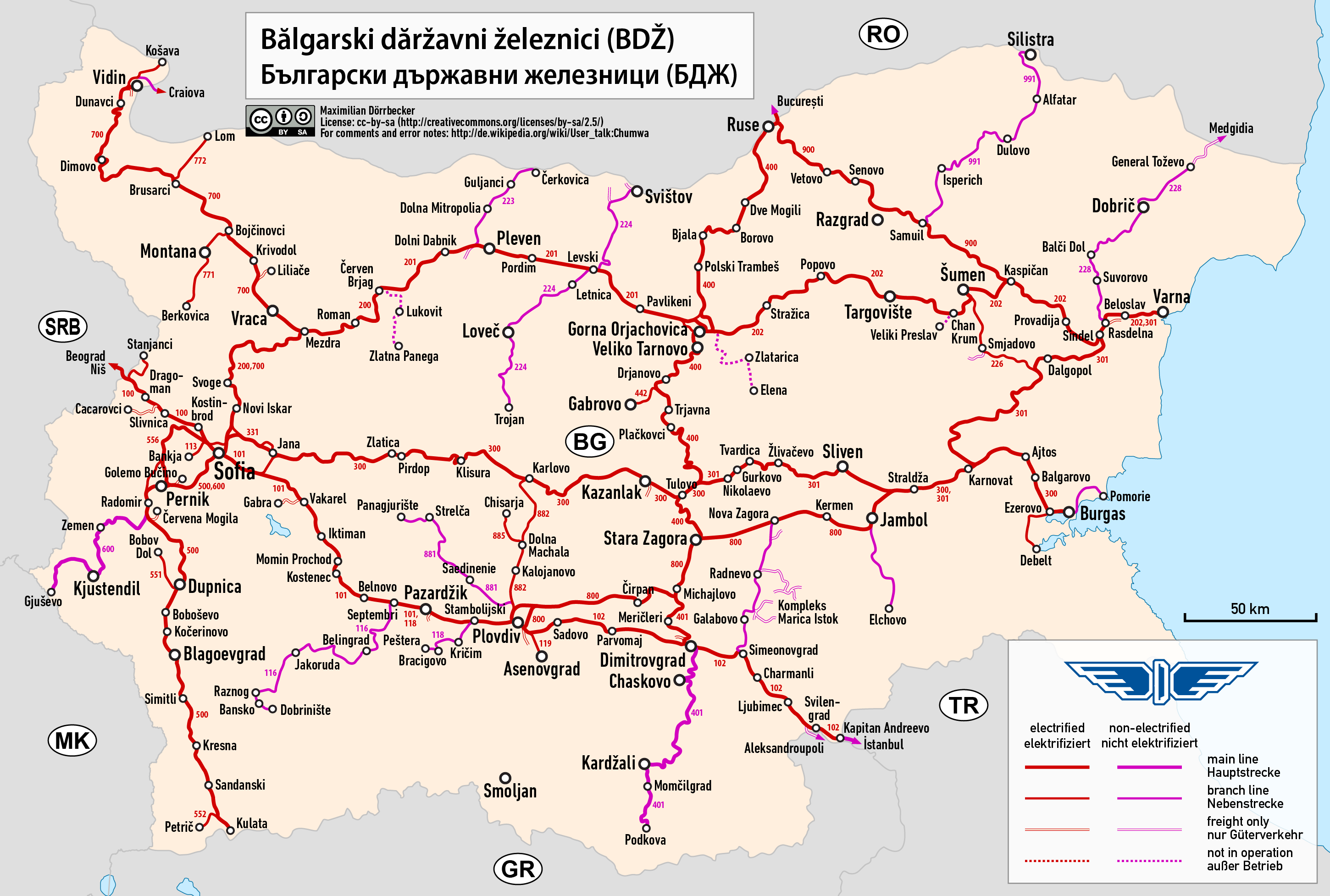
Bahnnetz Bulgariens

| Aktiva (in Tausend Lewa)       | 2005    | 2006    |
| ------------------------------ | ------- | ------- |
| Langfristige Aktiva            | 297.723 | 567.933 |
| Kurzfristige Aktiva            | 155.206 | 145.431 |
| Summe aller Aktiva             | 452.929 | 713.364 |
| Kapital                        | 9.534   | 197.428 |
| Langfristige Passiva           | 153.144 | 172.732 |
| Kurzfristige Passiva           | 290.251 | 343.204 |
| Summe aller Passiva            | 443.395 | 515.936 |
| Summe Kapital und Passiva      | 452.929 | 713.364 |
| Einnahmen aus Verkäufen        | 374.927 | 391.699 |
| Operatives Ergebnis            | 28.413  | 17.151  |
| Geschäftsergebnis vor Steuern  | 41.920  | 29.934  |
| Geschäftsergebnis nach Steuern | 41.920  | 29.934  |

## Reisebedingungen

### Ermäßigungen
- 10 % – bei Kauf von Hin- und Rückfahrt,
- 15 % – für Kleingruppen (drei bis sechs Personen; auch schon für eine Richtung)
- 20 % – bei Kauf von Hin- und Rückfahrt auf bestimmten Schnellzugstrecken,
- 20 % – für Wochenendausflugkarten (50 km Nahzone),
- 25 % – für Reisende mit Ermäßigungskarten: Mladesch (für Jugendliche), Klasik oder Railcard O – die Railcard O kostet 80 Lewa je Jahr,
- 50 % – für Schüler, Studenten (bis 26 Jahre) und Rentner,
- 75 % – für organisierte Gruppenreisen von Schülern und Studenten (bis 26 Jahre),
- Freifahrten für Kinder bis zum vollendeten 7. Lebensjahr; Personen mit Invaliditätsgrad über 70 %, Kriegsveteranen, Träger des Tapferkeitsordens, Abgeordnete, Mütter mit vielen Kindern (drei oder mehr Kinder unter 18 Jahren, einmal jährlich freie Bahnfahrt)

### Schwarzfahrer
Um das Überhandnehmen der Schwarzfahrten in den Griff zu bekommen – der Verlust wird auf jährlich 10 Mio. Lewa geschätzt – griff die Staatsbahn 2008 für einige Tage zu radikalen Kontrollmaßnahmen und besetzte auf besonders betroffenen Strecken (Berufspendelverkehr zwischen Sofia und den Vororten) für mehrere Tage alle Wagentüren in allen Zügen mit Fahrkartenkontrolleuren. So vervielfachte sich der Fahrkartenverkauf auf diesen Strecken.

### Reisegepäck
Reisende dürfen in Schlaf- und Liegewagen nur noch maximal drei Gepäckstücke mit einem Gesamtgewicht von 30 kg kostenlos mitnehmen. Darüber hinausgehendes Gepäck muss separat aufgegeben und bezahlt werden. Die Maßnahme wurde mit der Erhöhung der Sicherheit des Bahntransports begründet; praktisch sollte die Verwendung der Nachtzüge für Gütertransporte durch Kleinhändler unterbunden werden.

## Fahrzeugpark
Die bulgarische Staatsbahn hat 11 865 Wagen und 682 Lokomotiven.
Einzelheiten zu den Triebfahrzeugen der bulgarischen Staatsbahn finden sich in der Liste der Lokomotiven und Triebwagen der BDŽ.
Anfang 2008 kaufte die Staatsbahn von Siemens 25 Desiro-Triebwagenzüge. 
Im April 2024 kaufte die BDŽ 76 modernisierte IC-Wagen von der Deutschen Bahn.

## Liste der Bahnhöfe in Bulgarien

### Haltebahnhöfe
Ajtos, Anton, Assenowgrad, Asparuchowo, Awramowo, Balgarowo, Beli Brjag, Beli Iswor, Belowo, Belosem, Besmer, Birimirzi, Blagoewgrad, Bobow Dol, Borowo, Botew, Bojtschinowzi, Brazigowo, Brusarzi, Burgas, Burgas Rangierbahnhof, Bjala, Dalgopol, Damjaniza, Dewnja, Dimitrowgrad, Dimitrowgrad Nord, Dimitrowgrad Süd, Dobritsch, Dobritsch Nord, Dolapite, Dolna Mitropolja, Dolni Dabnik, Dolni Eserovo, Dragitschewo, Dragoman, Drjanowo, Druschba, Dupniza, Elin Pelin, Eserowo, Filipowo, Gabrowo, General Toschewo, Goljamo Selo, Gorna Banja, Gorna Orjachowiza, Gorni Dabnik, Graf Ignatiewo, Gurkowo, Chan Krum, Charmanli, Chaskowo, Ichtiman, Ilijanzi, Iskar, Isperich, Iwanowo, Jambalkowo, Jambol, Jana, Jantra, Jasen, Junak, Kalitinowo, Kalojanowez, Kalojanowo, Kardam, Karjali, Karlowo, Karnobat, Kaspitschan, Katuniza, Kasanlak, Kasitschene, Kermen, Knijownik, Koschawa, Kostenez, Kostinbrod, Kremikowzi, Kresna, Kritschim, Krumowo, Kulata, Kurilo, Kjustendil, Lewski, Lom, Lowetsch, Lowetsch Nord, Lukowit, Ljubenowo, Ljubimez, Matniza, Netal Güterbahnhof, Mesdra, Milkowiza, Momtschilgrad, Montana, Nadarewo, Nikolaewo, Nowa Sagora, Obedinenie, Odarna, Ognjanowo, Panagjurischte, Parwomaj, Pawlikeni, Pasardschik, Pernik, Peschtera, Petritsch, Pirdop, Plewen, Plewen West, Plowdiw, Podkowa, Podujane, Polski Trambesch, Popowo, Poweljanowo, Prowadija, Radnewo, Radomir, Rasdelna, Rasgrad, Roman, Russe Hauptbahnhof, Russe Rangierbahnhof, Russe Nord, Russe Güterbahnhof, Russe West, Sacharna Fabrika, Sachrane, Saedinenie, Samuil, Sandanski, Sarafowo, Sarantsi, Semen, Senowo, Septemwri, Schumen, Simitlii, Simniza, Sindel-Raspredeli, Slatiza, Sliwen, Sliwniza, Smijadowo, Sofia Hauptbahnhof, Sofia Nord, Sofia Güterbahnhof, Somowit, Sopot, Sosarewo, Stambolijski, Stara Sagora, Stolnik, Straitza, Straldja, Strumjani, Suworowo, Swetowrachane, Swilengrad, Swilengrad Ost, Swischtow, Swoge, Targowischte, Topolite, Todor Kableschkow, Trojan, Trud, Trjawna, Tscherkwiza, Tschernitsche, Tscherwen Brjag, Tschirpan, Tschukurowo, Waltschi Dol, Warna, Warna Fährhafen, Weliko Tarnowo, Wetowo, Widin, Wladimir Pawlow, Wolujak, Wraza

### Containerterminals
In Sofia, Burgas und Russe existieren Containerterminals.

### Rangierbahnhöfe
In Bulgarien gibt es sieben Rangierbahnhöfe (Anzahl der Richtungsgleise in Klammern):
- Ruse: Russe razp. (12) (Anmerkung: razp.; bulg. разпределител; abgekürzt: разп.; Transkription: raspredelitel; deutsch: Rangierbahnhof; wörtlich: Verteiler)
- (Warna): Sindel (24)
- Warna: Varna razp.
- Gorna Orjachowiza: Gorna Orjahovica razp. (29)
- Sofia: Podujane-razp. (32)
- Burgas : Burgas razp. (20)
- Plowdiw: Plovdiv razp. (27)

### Lokomotivdepots
Lokomotivdepots hat die bulgarische Staatsbahn in:
- Sofia
- Plowdiw
- Warna
- Burgas
- Gorna Orjachowiza
- Stara Sagora

## Nord-Süd-Verbindungen

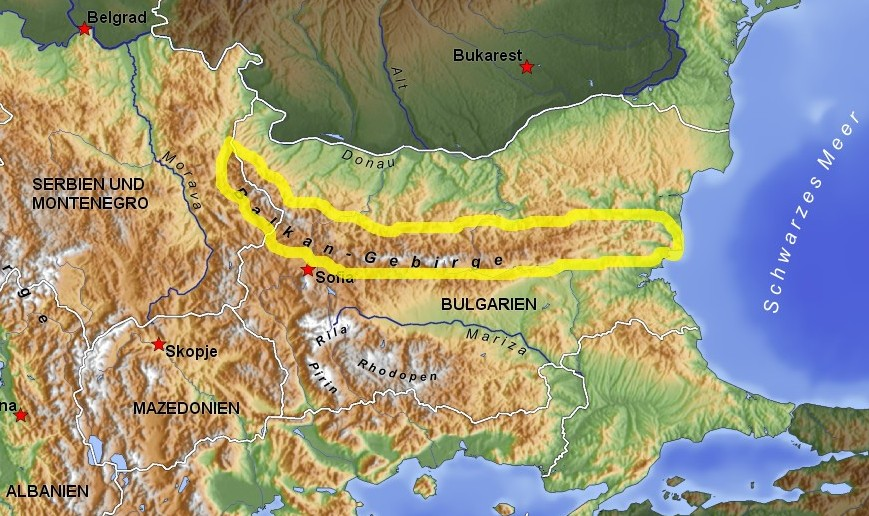
Das Balkangebirge schneidet Südbulgarien von Nordbulgarien ab

Da das in Ost-West-Richtung verlaufende Balkangebirge Bulgarien in seiner ganzen Länge durchzieht und mit seinen über 2000 m hohen Gebirgskämmen eine natürliche Barriere bildet, gibt es nur wenige Nord-Süd-Bahnverbindungen in Bulgarien, die das Balkangebirge queren:
- Entlang des Flusses Iskar verläuft die Bahnstrecke Widin – Sofia;
- die Bahnstrecke Gorna Orjachowiza – Stara Sagora überquert das mittlere Balkangebirge nahe dem 1334 m hohen Schipkapass;
- die Bahnstrecke Burgas – Kardam überquert das östliche Balkangebirge, das nicht sonderlich hoch oder schroff ist. Von Kardam aus führt die Bahnstrecke weiter nach Medgidia in Rumänien, wobei sie die einzige Bahnstrecke ist, die über die bulgarisch-rumänische Landgrenze verläuft (den größten Teil der bulgarisch-rumänischen Grenze bildet die Donau).

Für den Transport im Land und für den Transitverkehr haben die Ost-West-Bahnstrecken eine wesentlich größere Bedeutung.

## Internationale Kursbuchstrecken (Stand: März 2011)
Die meisten internationalen Eisenbahn-Verbindungen Bulgariens führen über den Eisenbahnknoten Sofia. Darüber hinaus gibt es noch einige Verbindungen, die direkt von Rumänien aus über Russe zu ihren Zielorten verkehren.
Viele Verbindungen verkehren nur im Sommer, damit ist die Zeit von Mitte Juni bis Anfang September gemeint.

| \| \| 0 \| Belgrad \| Belgrad \| \| \| \| von Wien, Budapest \| \| \| \| 257 \| Niš \| Niš \| \| \| 358 \| Grenzübergang Kalotina \| Grenzübergang Kalotina \| \| \| 418 \| Sofia \| Sofia \| \| \| 574 \| Plowdiw \| Plowdiw \| \| \| \| von Bukarest \| \| \| \| \| Stara Sagora \| \| \| \| \| nach Burgas \| \| \| \| 652 \| Dimitrowgrad \| Dimitrowgrad \| \| \| 739 \| Grenzübergang Kapitan Andreewo-Kapıkule \| Grenzübergang Kapitan Andreewo-Kapıkule \| \| \| 759 \| Edirne \| Edirne \| \| \| 1042 \| Istanbul Sirkeci \| Istanbul Sirkeci \| |      |                                         |                                         |
| Kopfbahnhof Streckenanfang | 0    | Belgrad                                 | Belgrad                                 |
| Abzweig geradeaus und nach rechts |      | von Wien, Budapest                      | von Wien, Budapest                      |
| Bahnhof | 257  | Niš                                     | Niš                                     |
| Grenze | 358  | Grenzübergang Kalotina                  | Grenzübergang Kalotina                  |
| Bahnhof | 418  | Sofia                                   | Sofia                                   |
| Bahnhof | 574  | Plowdiw                                 | Plowdiw                                 |
| Abzweig geradeaus und nach links · Abzweig von links und von rechts |      | von Bukarest                            | von Bukarest                            |
| Strecke · Bahnhof |      | Stara Sagora                            | Stara Sagora                            |
| Abzweig geradeaus und von links · Abzweig nach links und nach rechts |      | nach Burgas                             | nach Burgas                             |
| Bahnhof | 652  | Dimitrowgrad                            | Dimitrowgrad                            |
| Grenze | 739  | Grenzübergang Kapitan Andreewo-Kapıkule | Grenzübergang Kapitan Andreewo-Kapıkule |
| Bahnhof | 759  | Edirne                                  | Edirne                                  |
| Kopfbahnhof Streckenende | 1042 | Istanbul Sirkeci                        | Istanbul Sirkeci                        |

### Balkan-Express/„Nušić“: Belgrad – Sofia – Istanbul
Der Balkan-Express verkehrt auf der Strecke Belgrad – Sofia – Istanbul, der „Nušić“ nur auf der Strecke Belgrad – Sofia.  Auf der Strecke Istanbul – Dimitrowgrad verkehrt der Balkan-Express gemeinsam mit dem Bosfor-Express Istanbul – Bukarest.
Der Laufweg des Balkan-Expresses:
Belgrad – Lapovo – Stalać – Niš – Bela Palanka – Pirot – Dimitrovgrad – Dragoman – Sofia – Plowdiw – Dimitrowgrad – Swilengrad – Grenzübergang Kapitan Andreewo-Kapıkule – Edirne – Alpullu – Çerkezköy – Halkalı – Istanbul  (planmäßige Fahrzeit 24 Stunden, 1040 km, eine Verbindung täglich)
Für die Strecke Belgrad – Sofia beträgt die Fahrzeit für 418 km 8 Stunden, zwei Verbindungen täglich.
- Kurswagen nach Bukarest, Bosfor-Express: Bukarest – Giurgiu – Russe – Gorna Orjahovica – Veliko Tarnovo – Stara Sagora – Dimitrowgrad (BG) – Istanbul[7]
- Im Sommer Kurswagen von Belgrad nach Burgas: Belgrad – Sofia – Plowdiw – Stara Sagora – Burgas[6]

| \| \| 0 \| Bukarest Nord \| Bukarest Nord \| \| \| 114 \| Giurgiu Nord \| Giurgiu Nord \| \| \| \| Giurgiu-Russe-Freundschaftsbrücke \| \| \| \| 131 \| Russe \| Russe \| \| \| 242 \| Gorna-Orjachowiza \| Gorna-Orjachowiza \| \| \| \| \| \| \| \| 342 \| Pleven \| Pleven \| \| \| 536 \| Sofia \| Sofia \| \| \| 659 \| Blagoewgrad \| Blagoewgrad \| \| \| 746 \| Kulata \| Kulata \| \| \| 892 \| Thessaloniki \| Thessaloniki \| \| \| \| \| \| \| \| 256 \| Weliko Tarnowo \| Weliko Tarnowo \| \| \| 389 \| Stara Sagora \| Stara Sagora \| \| \| \| Balkan-Express von Sofia \| \| \| \| 446 \| Dimitrowgrad (BG) \| Dimitrowgrad (BG) \| \| \| 533 \| Grenze Bulgarien-Türkei \| Grenze Bulgarien-Türkei \| \| \| 553 \| Edirne \| Edirne \| \| \| 836 \| Istanbul Sirkeci \| Istanbul Sirkeci \| |     |                                   |                                   |
| Kopfbahnhof Streckenanfang | 0   | Bukarest Nord                     | Bukarest Nord                     |
| Bahnhof | 114 | Giurgiu Nord                      | Giurgiu Nord                      |
| Grenze auf Brücke über Wasserlauf |     | Giurgiu-Russe-Freundschaftsbrücke | Giurgiu-Russe-Freundschaftsbrücke |
| Bahnhof | 131 | Russe                             | Russe                             |
| Bahnhof | 242 | Gorna-Orjachowiza                 | Gorna-Orjachowiza                 |
| Verschwenkung nach links und nach rechts |     |                                   |                                   |
| Bahnhof · Strecke | 342 | Pleven                            | Pleven                            |
| Kopfbahnhof Strecke ab hier außer Betrieb · Strecke | 536 | Sofia                             | Sofia                             |
| Bahnhof (Strecke außer Betrieb) · Strecke | 659 | Blagoewgrad                       | Blagoewgrad                       |
| Grenze (Strecke außer Betrieb) · Strecke | 746 | Kulata                            | Kulata                            |
| Kopfbahnhof Streckenende (Strecke außer Betrieb) · Strecke | 892 | Thessaloniki                      | Thessaloniki                      |
| Verschwenkung nach rechts |     |                                   |                                   |
| Bahnhof | 256 | Weliko Tarnowo                    | Weliko Tarnowo                    |
| Bahnhof | 389 | Stara Sagora                      | Stara Sagora                      |
| Abzweig geradeaus und von rechts |     | Balkan-Express von Sofia          | Balkan-Express von Sofia          |
| Bahnhof | 446 | Dimitrowgrad (BG)                 | Dimitrowgrad (BG)                 |
| Grenze | 533 | Grenze Bulgarien-Türkei           | Grenze Bulgarien-Türkei           |
| Bahnhof | 553 | Edirne                            | Edirne                            |
| Kopfbahnhof Streckenende | 836 | Istanbul Sirkeci                  | Istanbul Sirkeci                  |

### „Romania“/Bosfor-Express: Sofia/Istanbul – Bukarest
Der „Romania“ befuhr die Strecke Thessaloniki – Bukarest. Im Februar 2011 wurde er aufgrund der maroden finanziellen Situation der Griechischen Staatsbahnen auf dem Abschnitt Sofia – Thessaloniki eingestellt. Seitdem verkehrt der „Romania“ nur noch auf dem Abschnitt Sofia – Bukarest. Der Bosfor-Express befährt die Strecke Bukarest – Istanbul. Der „Romania“ und der Bosfor-Express werden von Bukarest kommend über Russe bis Gorna Orjachowiza als gemeinsamer Zug geführt. Dort wird der Zug geteilt und der Bosfor-Express verkehrt durch das Balkangebirge Richtung Süden. Der „Romania“ wird nördlich des Balkangebirges nach Westen Richtung Sofia geführt. In Dimitrowgrad wird der Bosfor-Express mit dem Balkan-Express vereinigt und beide Züge verkehren gemeinsam als einziger internationaler Zug nach Istanbul.
Der Laufweg des „Romania“ seit Februar 2011:
Bukarest – Sofia (Fahrzeit 9 ½ Stunden, 536 km):
Bukarest Nord – Giurgiu Nord – Russe – Gorna Orjachowiza – Lewski – Plewen – Tscherwen Brjag – Mesdra – Sofia
Der „Romania“ verkehrt einmal täglich, eine weitere Verbindung zwischen Sofia und Bukarest besteht mit dem Bulgaria-Express Sofia – Moskau.
Der Laufweg des Bosfor-Express:
Bukarest – Istanbul (Fahrzeit 20 ½ Stunden, 836 km):
Bukarest Nord – Giurgiu Nord – Russe – Gorna Orjachowiza – Weliko Tarnowo – Stara Sagora – Dimitrowgrad – Swilengrad – Grenzübergang Kapitan Andreewo-Kapıkule – Istanbul
Der Bosfor-Express verkehrt einmal täglich.
| \| \| 0 \| Sofia \| Sofia \| \| \| \| Giurgiu-Russe-Freundschaftsbrücke \| \| \| \| 536 \| Bukarest Nord \| Bukarest Nord \| \| \| \| Grenze Rumänien – Ukraine \| \| \| \| 1966 \| Kiew \| Kiew \| \| \| \| \| \| \| \| \| Grenze Ukraine – Belarus \| \| \| \| \| Minsk \| \| \| \| \| Charkiw \| \| \| \| \| Grenze Ukraine – Russland \| \| \| \| 2841 \| Moskau \| Moskau \| |      |                                   |                                   |
| Kopfbahnhof Streckenanfang | 0    | Sofia                             | Sofia                             |
| Grenze auf Brücke über Wasserlauf |      | Giurgiu-Russe-Freundschaftsbrücke | Giurgiu-Russe-Freundschaftsbrücke |
| Bahnhof | 536  | Bukarest Nord                     | Bukarest Nord                     |
| Grenze |      | Grenze Rumänien – Ukraine         | Grenze Rumänien – Ukraine         |
| Bahnhof | 1966 | Kiew                              | Kiew                              |
| Strecke von links · Abzweig geradeaus, nach links und nach rechts · Strecke von rechts |      |                                   |                                   |
| Grenze · Strecke · Strecke |      | Grenze Ukraine – Belarus          | Grenze Ukraine – Belarus          |
| Kopfbahnhof Streckenende · Strecke · Strecke |      | Minsk                             | Minsk                             |
| Strecke · Kopfbahnhof Streckenende |      | Charkiw                           | Charkiw                           |
| Grenze |      | Grenze Ukraine – Russland         | Grenze Ukraine – Russland         |
| Kopfbahnhof Streckenende | 2841 | Moskau                            | Moskau                            |

### Bulgaria-Express: Sofia – Bukarest – Kiew – Moskau
Der Bulgaria-Express verbindet Sofia mit der ukrainischen Hauptstadt Kiew und russischen Hauptstadt Moskau, es gibt weiterhin Kurswagen in die belarussische Hauptstadt Minsk und nach Charkiw, der zweitgrößten Stadt der Ukraine. Im Sommer gibt es darüber hinaus Kurswagen Moskau–Warna und Moskau–Burgas.
Der Laufweg des Bulgaria-Express:
Sofia – Mesdra – Tscherwen Brjag – Plewen – Lewski – Gorna Orjachowiza – Russe – Giurgiu Nord – Bukarest Nord – Ploiești Sud – Buzău – Bacău – Pașcani – Suceava Nord – Dornești – Vicșani – Vadul Siret (Grenze, Umspurung) – Czernowitz – Ternopil – Chmelnyzkyj – Winnyzja – Kosjatyn – Kiew – Konotop – Suzemka (russ. Grenzstation) – Brjansk (Bahnhof Brjansk-Lgowskij; russ. станция Брянск-Льговский) – Brjansk (Bahnhof Brjansk-Orlowskij; russ. станция Брянск Орловский) – Suchinitschi – Moskau (Kiewer Bahnhof) (Fahrzeit: zwei Tage und acht Stunden, im Sommer zwei Tage und zwei Stunden, 2841 km, einmal täglich)
- Kurswagen von Sofia nach Minsk: Sofia – Kiew – Minsk (nur im Sommer, zweimal pro Woche)
- Kurswagen von Sofia nach Charkiw: Sofia – Kiew – Charkiw (einmal pro Woche)
- Kurswagen von Warna nach Moskau: Warna – Russe – Bukarest – Kiew – Moskau (nur im Sommer, fünfmal pro Woche)
- Kurswagen von Burgas nach Moskau: Burgas – Karnobat – Kaspichan – Russe – Bukarest – Kiew – Moskau (nur im Sommer, sechsmal pro Woche)

### Sofia/Warna – Saratow
Sofia – Mesdra – Tscherwen Brjag – Plewen – Lewski – Gorna Orjachowiza – Russe – Giurgiu Nord – Bukarest Nord – Ploiești Sud – Bacău – Pașcani – Iași – Nicolina – Ungeni (Moldawien) – Chișinău – Tighina – Kuchurgan (Ukraine) – Podilsk – Kropywnyzkyj – Znamianka – Dnipro (Südbahnhof) – Dnipro (Hauptbahnhof) – Krasnoarmijsk (Donezk; Ukraine) – Jassynuwata – Debaltseve – Chervonopartyzansk (ukrainisch Червонопартизанск; Bahnhof: Krasnaja mogila; красная могила) – Gukowo – Lihaja – Wolgograd – Petrow Wal – Saratow (Fahrzeit: zwei Tage und 23 Stunden, einmal je Woche)
Warna –  Russe – Giurgiu Nord – Bukarest Nord – Ploiești Sud – Bacău – Pașcani – Iași – Nicolina – Ungeni (Moldawien) – Chișinău – Tighina – Kuchurgan (Ukraine) – Podilsk – Kropywnyzkyj – Znamianka – Dnipro (Südbahnhof) – Dnipro (Hauptbahnhof) – Krasnoarmijsk (Donezk; Ukraine) – Jassynuwata – Debaltseve – Chervonopartyzansk (ukrainisch Червонопартизанск; Bahnhof: Krasnaja mogila; красная могила) – Gukowo – Lihaja – Wolgograd – Petrow Wal Saratow  (einmal je Woche)
- Kurswagen von Lihaja nach Rostow (nur von Warna): Warna – Lihaja – Rostow

### Tscherno more (Schwarzmeerstrecke): Warna – Minsk
Warna – Russe – Giurgiu Nord – Bukarest Nord – Ploiești Sud – Buzău – Bacău – Suceava Nord – Dornești – Vicșani – Vadul Siret – Czernowitz – Iwano-Frankiwsk – Lemberg – Riwne – Udrick – Goryn – Baranawitschy – Minsk (Fahrzeit: ein Tag und 15 Stunden, 1870 km, einmal je Woche)
- Kurswagen von Minsk nach Sankt Petersburg: Warna – Minsk – Orscha – Wizebsk – Sankt Petersburg.

### „Nessebar“: Burgas/Warna – Prag/Bratislava/Budapest/Warschau
Diese verschiedenen Züge fahren nur im Sommer.
Burgas – Budapest und Burgas – Bratislava: Burgas – Karnobat – Kaspitschan – Russe – Giurgiu Nord – Videle – Craiova – Târgu Jiu – Petroșani – Simeria – Deva – Arad – Curtici (rumänische Grenzstadt) – Lőkösháza – Szolnok – Budapest Keleti pu.  – Rajka – Bratislava hl.st. (Fahrzeit: zwei Tage und zwei Stunden, 1530 km)
Burgas – Prag: Burgas – Bratislava – Kúty – Brünn – Prag Hauptbahnhof (Fahrzeit: zwei Tage und elf Stunden, 1920 km)
Burgas – Krakau:  Burgas – Bukarest – Lőkösháza – Hatvan – Miskolc (Bahnhof: Miskolc Tiszai) – Hidasnémeti – Košice – Plaveč (Slowakei) – Muszyna – Krakau (1790 km)
Warna – Russe – (weiter wie Burgas – Russe – )

### Strecke: Sofia – Thessaloniki (– Athen) (2011 bis 2014 eingestellt)
| \| \| 0 \| Sofia \| Sofia \| \| \| 123 \| Blagoewgrad \| Blagoewgrad \| \| \| 186 \| Sandanski \| Sandanski \| \| \| 210 \| Kulata \| Kulata \| \| \| 0 \| Plowdiw \| Plowdiw \| \| \| 78 \| Dimitrovgrad \| Dimitrovgrad \| \| \| 143 \| Svilengrad \| Svilengrad \| \| \| 323 \| Alexandroupoli \| Alexandroupoli \| \| \| 396 \| Komotini \| Komotini \| \| \| \| Sidrokastro \| \| \| \| \| \| \| \| \| \| \| \| \| \| 356/770 \| Thessaloniki \| Thessaloniki \| \| \| 867/1281 \| Athen \| Athen \| |          |                |                |
| Kopfbahnhof Streckenanfang | 0        | Sofia          | Sofia          |
| Bahnhof | 123      | Blagoewgrad    | Blagoewgrad    |
| Bahnhof | 186      | Sandanski      | Sandanski      |
| Grenze | 210      | Kulata         | Kulata         |
| Strecke · Kopfbahnhof Streckenanfang (Strecke außer Betrieb) | 0        | Plowdiw        | Plowdiw        |
| Strecke · Bahnhof (Strecke außer Betrieb) | 78       | Dimitrovgrad   | Dimitrovgrad   |
| Strecke · Grenze (Strecke außer Betrieb) | 143      | Svilengrad     | Svilengrad     |
| Strecke · Bahnhof (Strecke außer Betrieb) | 323      | Alexandroupoli | Alexandroupoli |
| Strecke von links · Abzweig ehemals geradeaus und nach rechts · Bahnhof (Strecke außer Betrieb) | 396      | Komotini       | Komotini       |
| Strecke · Bahnhof (Strecke außer Betrieb) · Strecke (außer Betrieb) |          | Sidrokastro    | Sidrokastro    |
| Strecke · Strecke nach links (außer Betrieb) · Strecke nach rechts (außer Betrieb) |          |                |                |
| Abzweig geradeaus und ehemals von links · Strecke von rechts (außer Betrieb) |          |                |                |
| Kopfbahnhof Streckenende · Strecke (außer Betrieb) | 356/770  | Thessaloniki   | Thessaloniki   |
| Kopfbahnhof Streckenende (Strecke außer Betrieb) | 867/1281 | Athen          | Athen          |

Am 10. Mai 2014 wurde die im Februar 2011 eingestellte tägliche Verbindung – zusätzlich zum „Romania“ – zwischen Sofia und Thessaloniki wieder aufgenoemmen.
Der Laufweg ist: Sofia – Blagoewgrad – Sandanski – Kulata – Grenzübergang Kulata-Promachonas – Strymonas  – Rodopolis – Kilkis – Thessaloniki (Fahrzeit: 5:50 Stunden, 356 km, zweimal täglich)
Einmal täglich – mit der ehemaligen Spätverbindung aus Sofia – verkehrten Kurswagen weiter nach Athen (Fahrzeit: 13:45 Stunden, 867 km). Diese Kurswagenverbindung wurde ersatzlos eingestellt.

### Strecke: Plowdiw – Athen
Bis Februar 2011 bestand eine Verbindung Plowdiw – Dimitrowgrad – Swilengrad – Ormenio – Alexandroupoli – Komotini – Thessaloniki – Athen (Fahrzeit: 24 Stunden, 1140 km, einmal täglich). Derzeit (Stand 2019) ist die etwa 10 km lange Strecke über die Grenze zwischen Svilengrad (BG) und Ormenio (GR) nicht in Betrieb und es gibt daher keine internationalen Zugverbindungen zwischen Bulgarien und Griechenland über diese Strecke.

## Mitgliedschaften in internationalen Eisenbahnvereinigungen
Die bulgarische Staatsbahn ist Mitglied im:
- Internationalen Eisenbahnverband (UIC)
- Internationalen Eisenbahntransportkomitee (CIT)
- in der South-East Europe Railways Group (SERG) (SERG ist ein multinationaler Zusammenschluss der Eisenbahnen von Albanien, Bosnien und Herzegowina, Bulgarien, Griechenland, Montenegro, Nordmazedonien, Rumänien, Serbien und der Türkei.)
- in der Organisation für die Zusammenarbeit der Eisenbahnen (russ. Организация сотрудничества железных дорог [ОСЖД] OSShD, 1957 von den ehemaligen sozialistischen Ländern in Peking gegründet)
- COLPOFER  (Collaboration des services de police ferroviaire et de sécurité; Konferenz für die Sicherheit des Eisenbahntransportes)

Außerdem bestehen Verträge mit Eurofima und mit Intercontainer-Interfrigo (ICF).

## Galerie

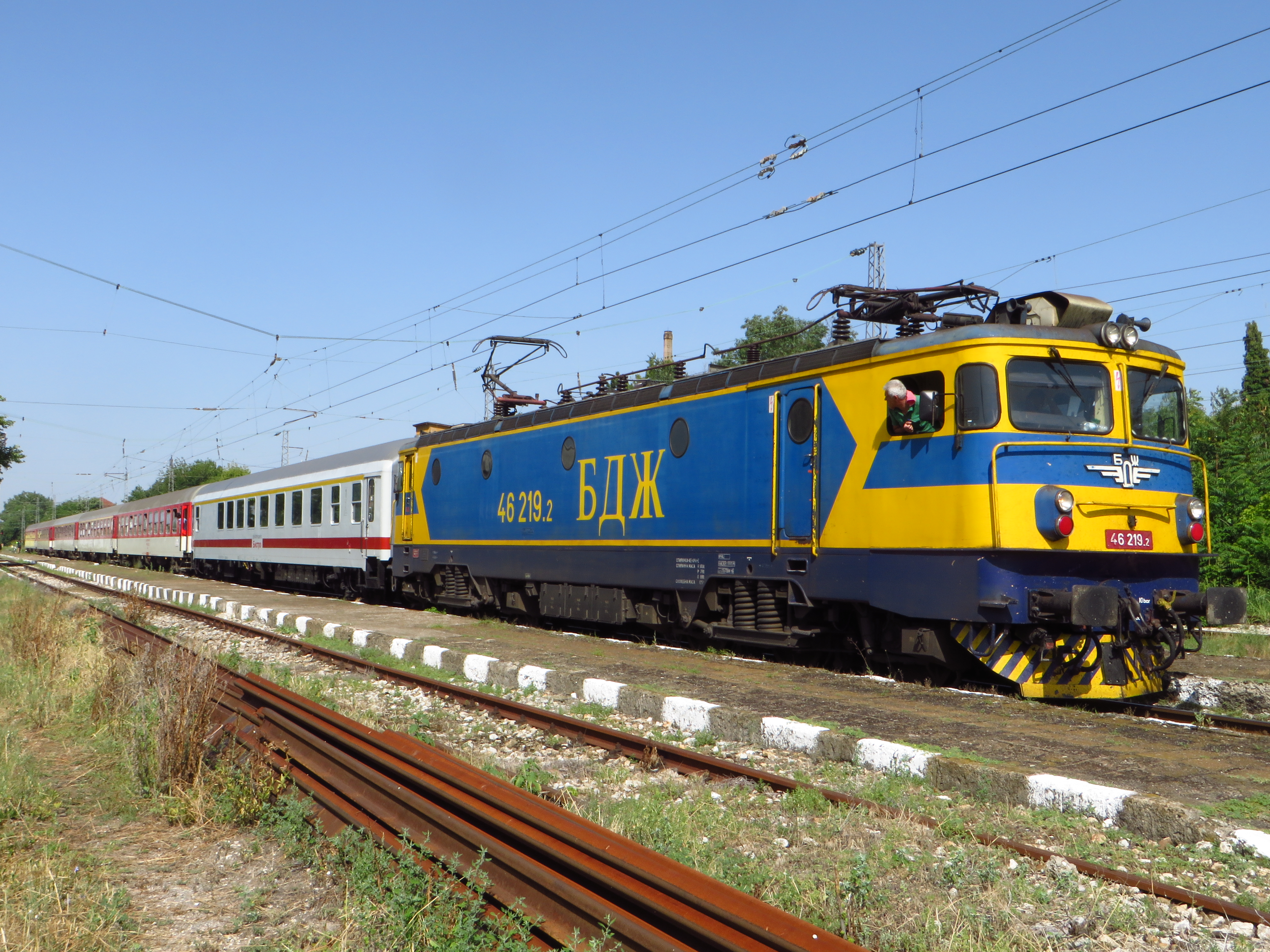
Bf Čirpan, 46 219.2
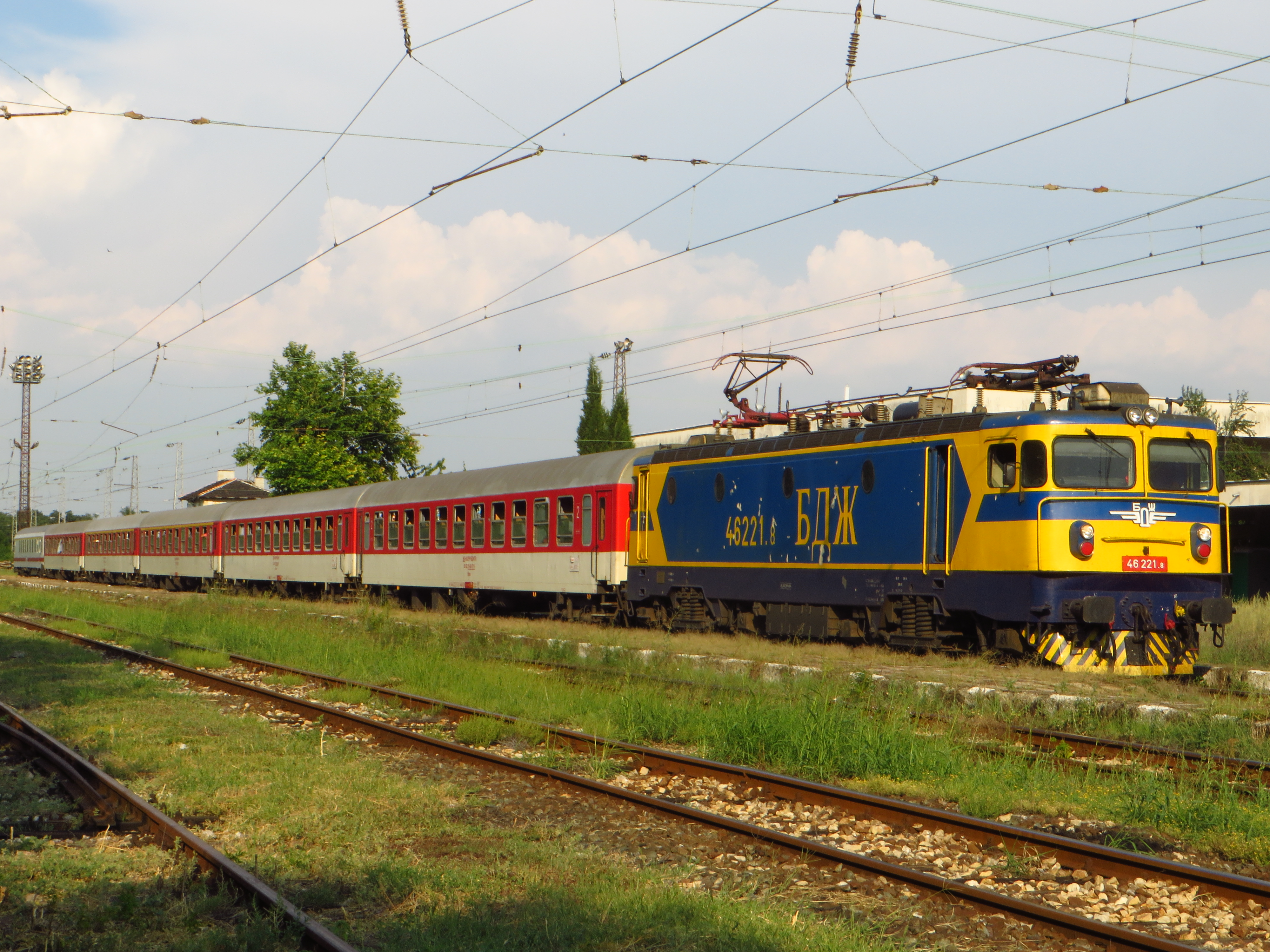
Bf Čirpan, 46 221.8
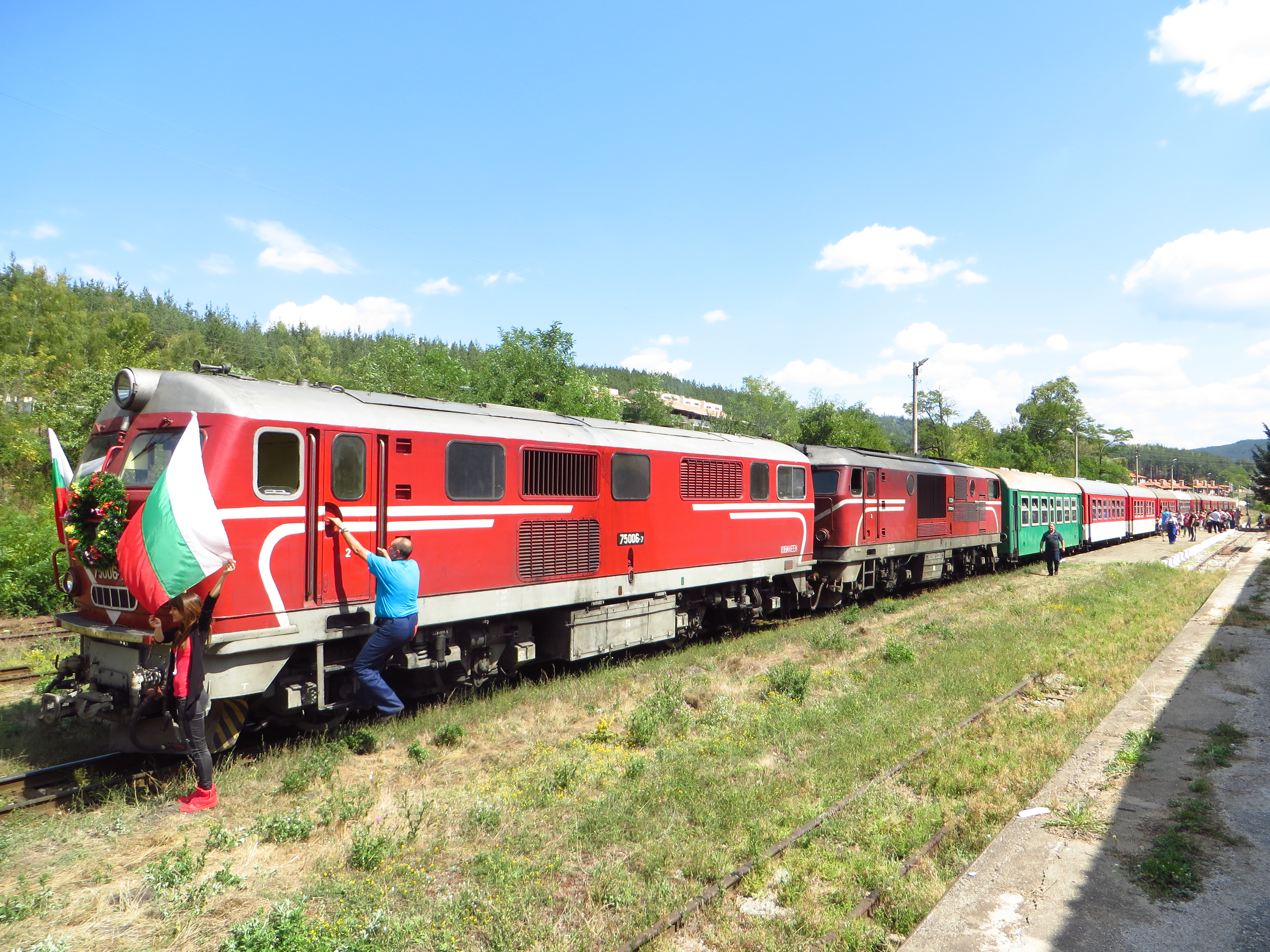
Bf Dobrinište, Personenzug mit den Lokomotiven 75 006.7 und 77 009.9
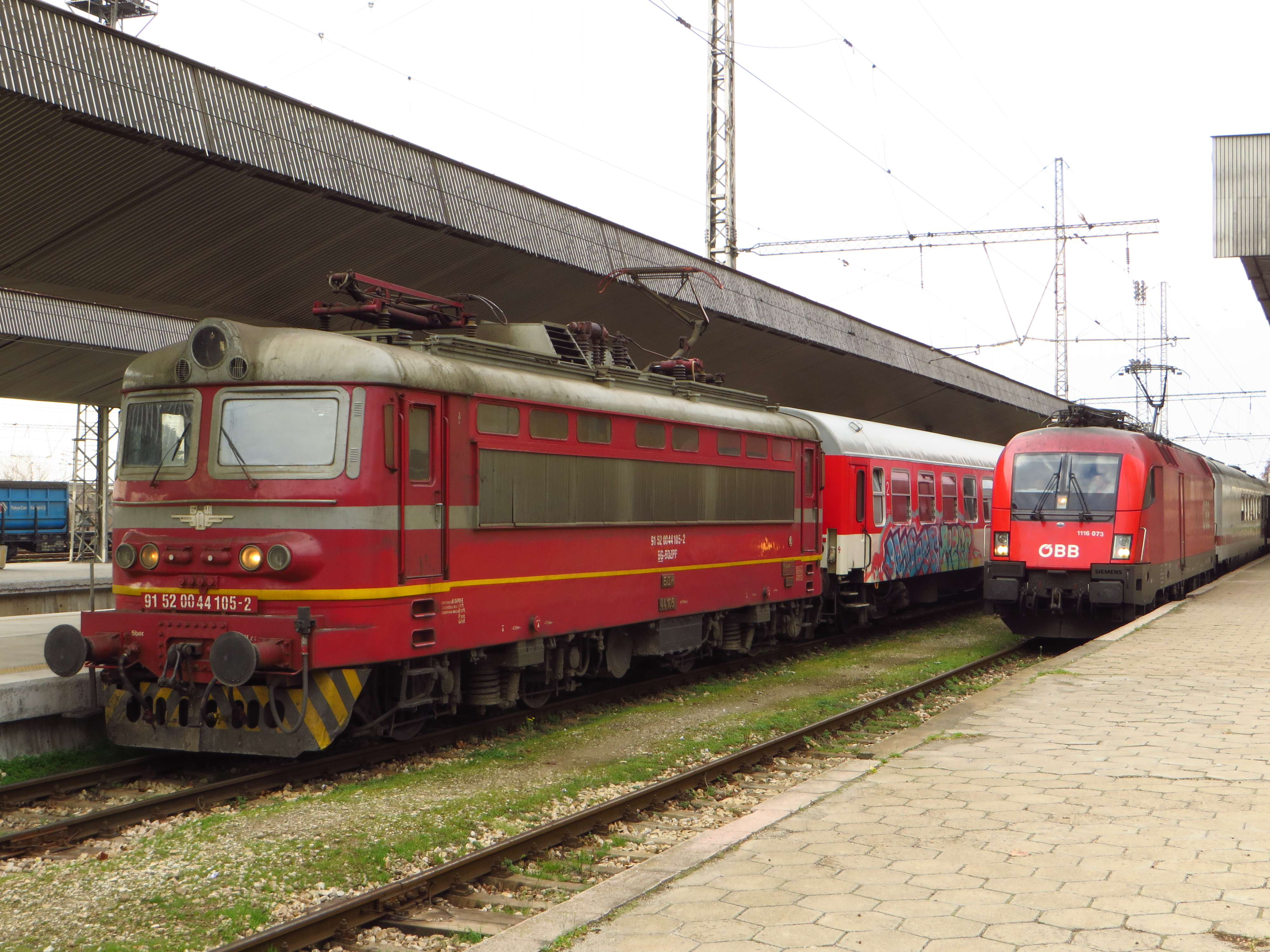
elektrische Lokomotive 44 105.5 (Škoda)
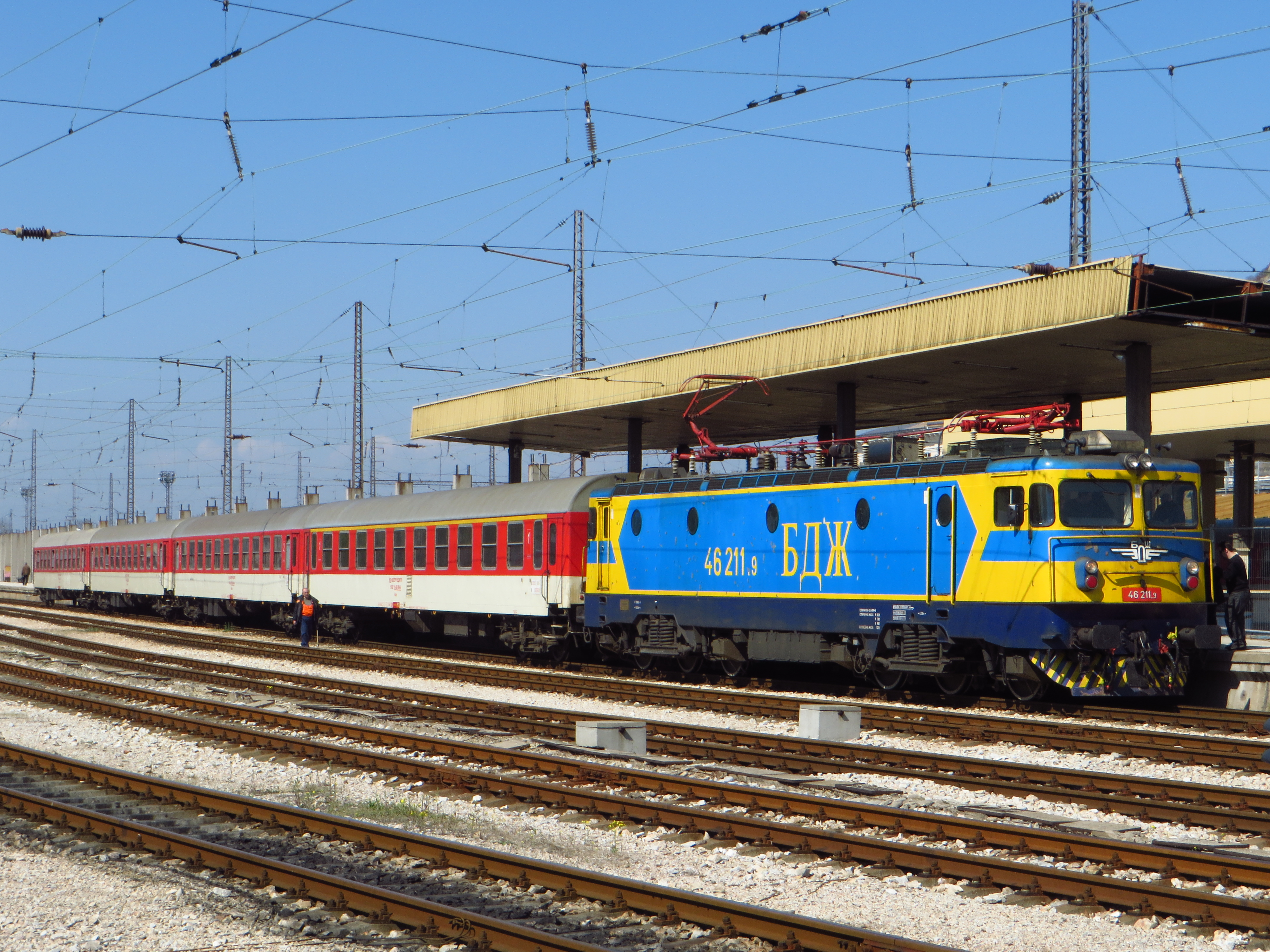
Bf Plovdiv Hbf, 46 211.9 mit Schnellzug Sofia–Svilengrad
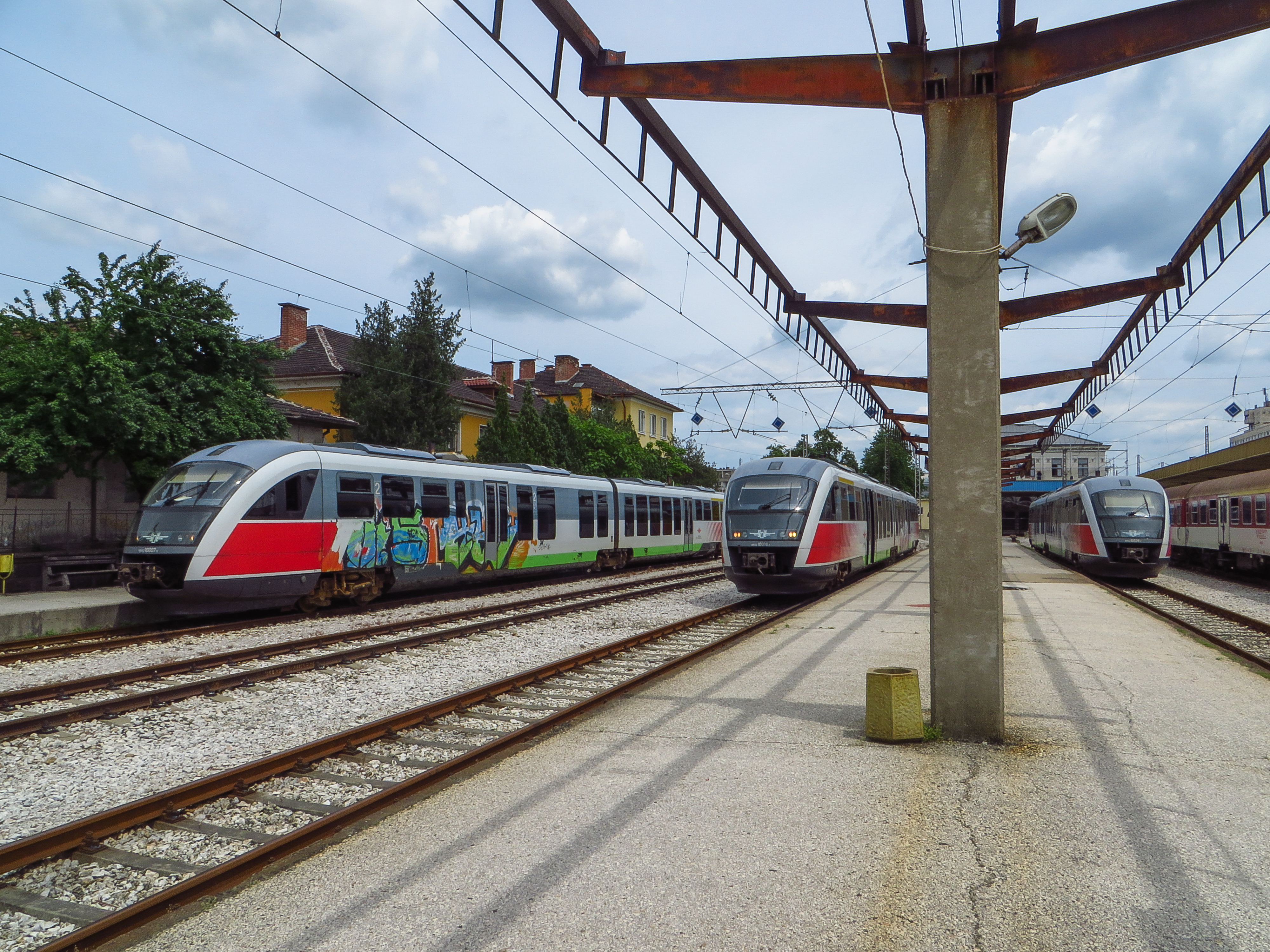
Bahnhof Plovdiv, drei Siemens-Desiro-Dieseltriebwagen
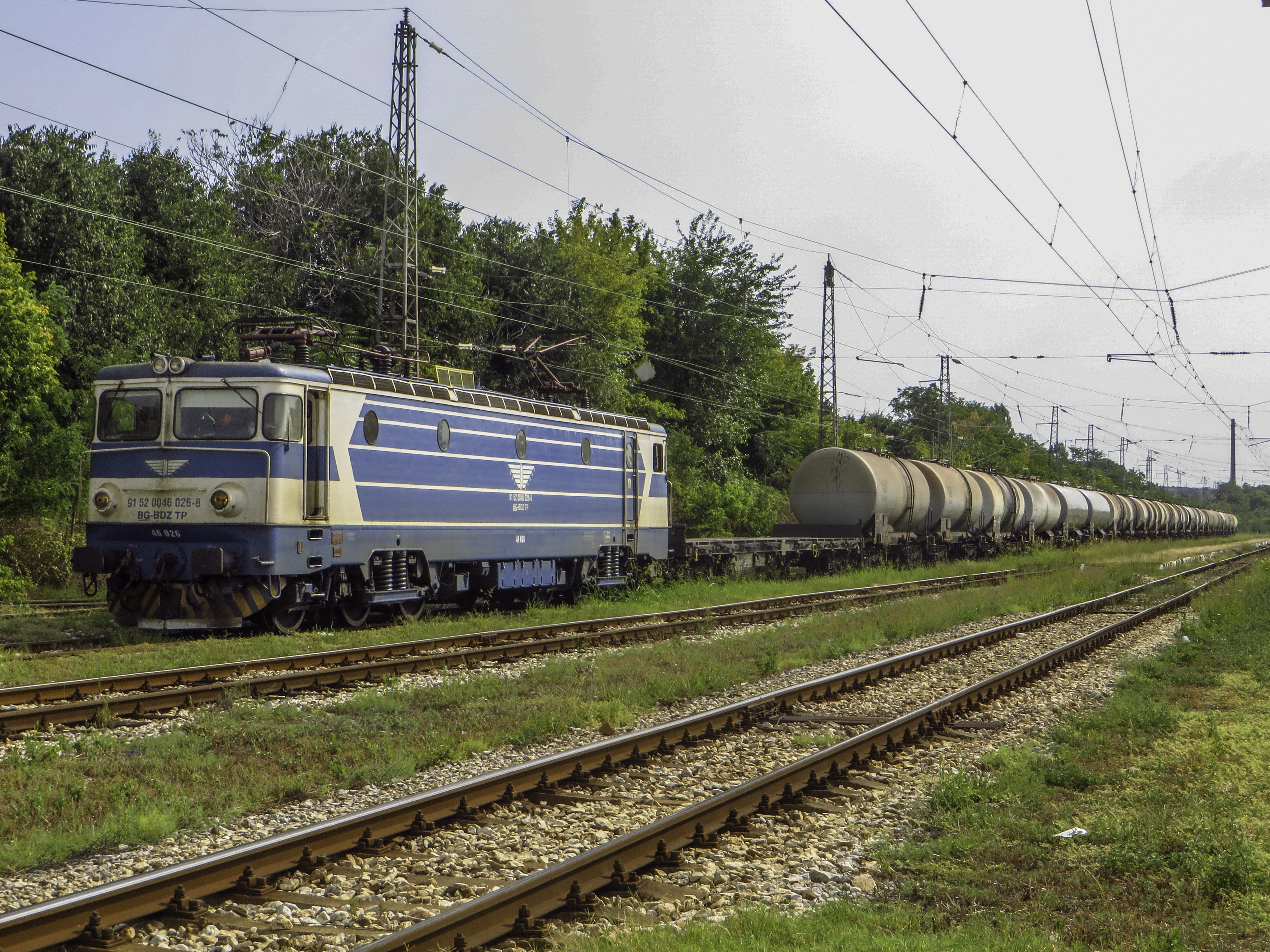
Bf Čirpan, 46 026 mit Güterzug

## Transportmuseum
In Russe wurde 1966 das Transportmuseum eröffnet, das sich der Geschichte des Eisenbahntransports und der Donauschifffahrt sowie der Geschichte der Nachrichtenübertragung widmet. Die drei Ausstellungsthemen wurden symbolisch in einer Plastik dargestellt, die einen Eisenbahner, einen Matrosen und einen Telefonisten zeigt.
Das Transportmuseum befindet sich im Empfangsgebäude des ersten bulgarischen Bahnhofs an der 1866 eröffneten Bahnlinie Russe-Warna. Grundsteinlegung für das Bahnhofsgebäude war am 21. Mai 1864. Das Bahnhofsgebäude war bis 1956 in Betrieb. Das Gebäude wurde 1974 zum Kulturdenkmal erklärt.
Das älteste Ausstellungsexponat ist eine britische Dampflokomotive aus dem Jahr 1848. Weitere Exponate sind ein Salonwagen „Sultanine“, der 1866 in Brüssel gebaut wurde – aus Anlass der Eröffnung der Strecke Russe-Warna. Ebenso sind zwei Salonwagen der bulgarischen Zarenfamilie und Boris III. zu sehen, die 1894 bzw. 1911 in Deutschland gebaut wurden und ein Schlafwagen des Zarenzuges – 1902 in Deutschland gebaut.